# Luna
La Luna è l'unico satellite naturale della Terra. Il suo nome proprio viene talvolta utilizzato, per antonomasia e con l'iniziale minuscola («una luna»), come sinonimo di satellite anche per i corpi celesti che orbitano attorno ad altri pianeti.
Orbita a una distanza media di circa 384400 km dalla Terra, sufficientemente vicina da essere osservabile a occhio nudo, così che sulla sua superficie è possibile distinguere delle macchie scure e delle macchie chiare. Le prime, dette mari, sono regioni quasi piatte coperte da rocce basaltiche e detriti di colore scuro. Le regioni lunari chiare, chiamate terre alte o altopiani, sono elevate di vari chilometri rispetto ai mari e presentano rilievi alti anche 8000-9000 metri. Essendo in rotazione sincrona rivolge sempre la stessa faccia verso la Terra e il suo lato nascosto è rimasto sconosciuto fino al periodo delle esplorazioni spaziali.
Durante il suo moto orbitale, il diverso aspetto causato dall'orientazione rispetto al Sole genera delle fasi chiaramente visibili e che hanno influenzato il comportamento dell'uomo fin dall'antichità. Impersonata dai greci nella dea Selene, fu da tempo remoto considerata influente sui raccolti, le carestie e la fertilità. Condiziona la vita sulla Terra di molte specie viventi, regolandone il ciclo riproduttivo e i periodi di caccia; agisce sulle maree e sulla stabilità dell'asse di rotazione terrestre.
Si pensa che la Luna si sia formata 4,5 miliardi di anni fa, non molto tempo dopo la nascita della Terra. Esistono diverse teorie riguardo alla sua formazione; la più accreditata è che si sia formata dall'aggregazione dei detriti rimasti in orbita dopo la collisione tra la Terra e un oggetto delle dimensioni di Marte chiamato Theia.
Il suo simbolo astronomico ☾ è una rappresentazione stilizzata di una sua fase (compresa tra l'ultimo quarto e il novilunio visto dall'emisfero boreale, oppure tra il novilunio e il primo quarto visto dall'emisfero australe).
La faccia visibile della Luna è caratterizzata dalla presenza di circa 300 000 crateri da impatto (contando quelli con un diametro di almeno 1 km). Il cratere lunare più grande è il bacino Polo Sud-Aitken, che ha un diametro di circa 2500 km, è profondo 13 km e occupa la parte meridionale della faccia nascosta.

## Etimologia
Il termine italiano "Luna" (di solito minuscolo nell'uso comune, non astronomico) deriva dal latino lūna, da un più antico *louksna, a sua volta proveniente dalla radice indoeuropea leuk- dal significato di "luce" o "luce riflessa"; dalla stessa radice deriva anche l'avestico raoxšna ("la brillante"), e altre forme nelle lingue slave, nell'armeno e nel tocario; paralleli semantici si possono trovare nel sanscrito chandramā ("luna", considerata come una divinità) e nel greco antico σελήνη selḗnē (da σέλας sélas, "fulgore" [del fuoco], "splendore"), esempi che mantengono il significato di "lucente", sebbene siano di diversi etimi.
Nelle lingue germaniche e in quelle baltiche il nome della Luna deriva dal proto-germanico *mēnōn, assimilato probabilmente dal greco antico μήν e dal latino mensis che derivavano dalla comune radice indoeuropea *me(n)ses, dal chiaro significato odierno di mese. Da *mēnōn derivò probabilmente quello anglosassone mōna, mutato successivamente in mone attorno al dodicesimo secolo, quindi nell'odierno moon. L'attuale termine tedesco Mond è etimologicamente strettamente correlato a quello di Monat (mese) e si riferisce al periodo delle sue fasi lunari, così come nel lettone mēness (luna) e mēnesis (mese).

## Osservazione della Luna

### Nell'antichità

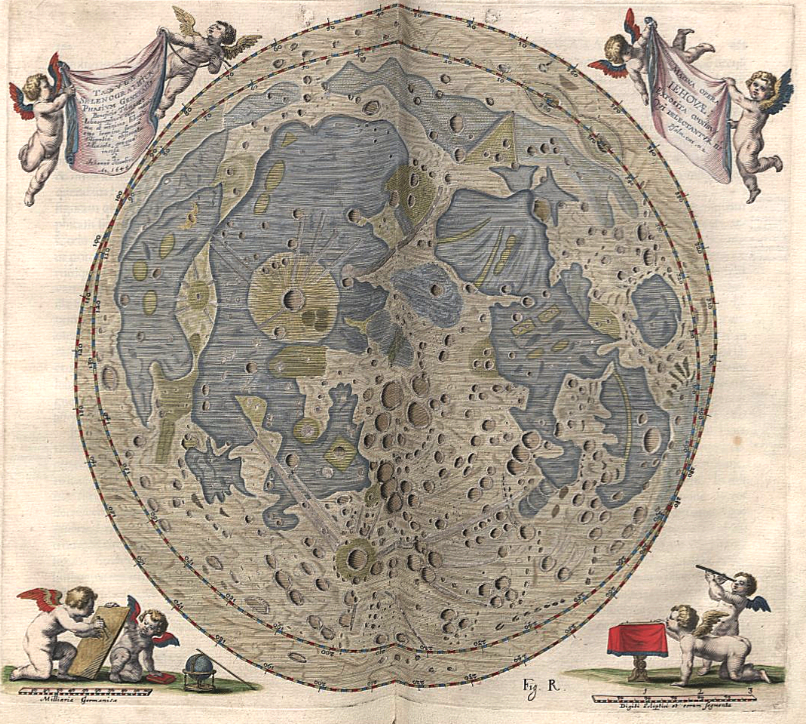
Mappa della Luna di Johannes Hevelius dal suo Selenographia (1647), la prima mappa che include le zone di librazione

Nei tempi antichi non erano rare le culture, prevalentemente nomadi, che ritenevano che la Luna morisse ogni notte, scendendo nel mondo delle ombre; altre culture pensavano che la Luna inseguisse il Sole (o viceversa). Ai tempi di Pitagora, come enunciava la scuola pitagorica, era considerata un pianeta. Uno dei primi sviluppi dell'astronomia fu la comprensione dei cicli lunari. Già nel V secolo a.C. gli astronomi babilonesi registrarono i cicli di ripetizione (saros) delle eclissi lunari e gli astronomi indiani descrissero i moti di elongazione della Luna. Successivamente fu spiegata la forma apparente della Luna, le fasi, e la causa della Luna piena. Anassagora affermò per primo, nel 428 a.C., che Sole e Luna fossero delle rocce sferiche, con il primo a emettere luce che la seconda riflette.
Sebbene i cinesi della dinastia Han credessero che la Luna avesse un'energia di tipo Ki, la loro teoria ammetteva che la luce della Luna fosse solo un riflesso di quella del Sole. Jing Fang, vissuto tra il 78 e il 37 a.C., notò anche che la Luna avesse una certa sfericità.
Nel secondo secolo dopo Cristo, Luciano di Samosata scrisse un racconto dove gli eroi viaggiavano fino alla Luna scoprendo che era disabitata. Nel 499, l'astronomo indiano Aryabhata menzionò nella sua opera Aryabhatiya che la causa della brillantezza della Luna è proprio la riflessione della luce solare.

### Dal medioevo al XX secolo

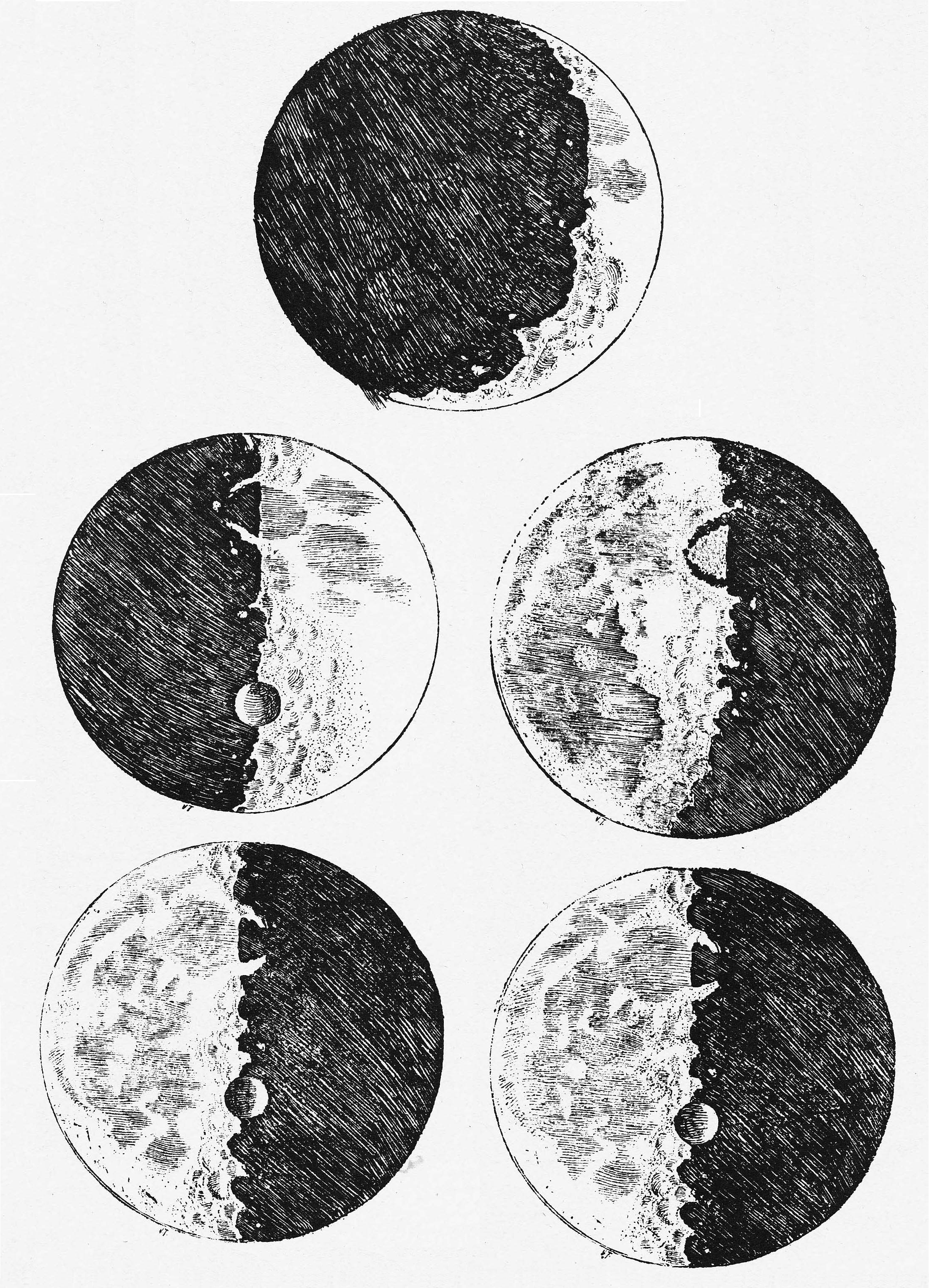
Xilografie sull'aspetto della Luna pubblicate nel Sidereus Nuncius (1610), ricavate dagli acquerelli di Galileo.

All'inizio del Medioevo alcuni credevano che la Luna fosse una sfera perfettamente liscia, come sosteneva la teoria aristotelica, e altri che vi si trovassero oceani (a tutt'oggi il termine «mare» è impiegato per designare le regioni più scure della superficie lunare). Il fisico Alhazen, a cavallo dell'anno 1000, scoprì che la luce solare non è riflessa dalla Luna come uno specchio, ma è riflessa dalla superficie in tutte le direzioni.
Quando, nel 1609, Galileo puntò il suo telescopio sulla Luna, scoprì che la sua superficie non era liscia, bensì corrugata e composta da vallate, monti alti più di 8000 m e crateri. La stima dell'elevazione dei rilievi lunari fu oggetto di una brillante intuizione matematica: sfruttando la conoscenza del diametro lunare ed osservando la distanza delle vette montuose dal terminatore, l'astronomo toscano ne calcolò efficacemente l'altitudine; misurazioni moderne hanno confermato la presenza di monti che, avendo origine differente da quelli terrestri, data la minor gravità lunare, giungono ad 8 km di elevazione (il punto più alto misura 10750 m rispetto alla quota media).
Ancora agli inizi del Novecento c'erano dubbi sulla possibilità che la Luna potesse avere un'atmosfera respirabile. L'astronomo Alfonso Fresa, ponendosi il problema dell'abitabilità della Luna, la legava inscindibilmente alla presenza dell'acqua e dell'aria:
(Fresa, pp. 434-435)

### Dimensioni relative

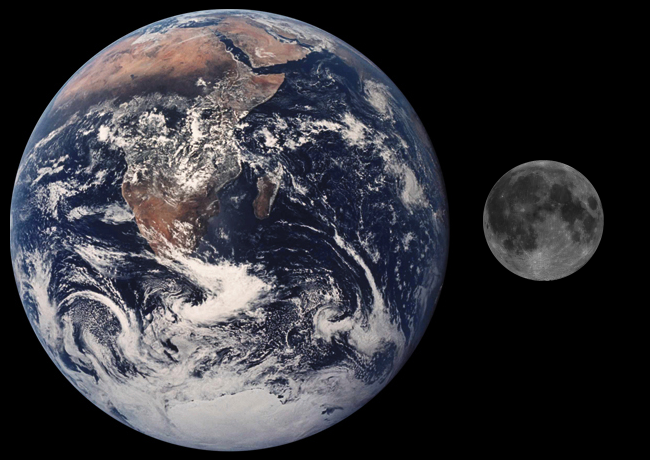
Le dimensioni della Luna rapportate a quelle della Terra

Le grandezze apparenti della Luna e del Sole, visti dalla Terra, sono comparabili. Per effetto della variazione delle distanze Luna-Terra e Terra-Sole, dovute all'eccentricità delle rispettive orbite, la dimensione apparente della Luna vista dalla superficie terrestre varia da un valore leggermente inferiore a un valore leggermente superiore a quello del diametro apparente del Sole: questo fatto rende possibili, oltre che le eclissi solari parziali, anche eclissi solari totali, anulari e miste. La Luna (e anche il Sole) sembra più grande quando è vicina all'orizzonte. Questa è un'illusione ottica provocata dall'effetto psicologico della diversa percezione delle distanze verso l'alto e in orizzontale. In realtà, la rifrazione atmosferica e la distanza leggermente maggiore rendono l'immagine della Luna un poco più piccola all'orizzonte rispetto al resto del cielo.
Varie aree chiare e scure creano immagini che sono interpretate nelle varie culture come l'Uomo della Luna, oppure il coniglio e il bufalo e altre; il fenomeno è indicato col nome di pareidolia lunare. Al telescopio si possono riconoscere catene di montagne e crateri. Le pianure, scure e relativamente spoglie di dettagli, sono chiamate mari lunari, oppure maria in latino, perché erano credute corpi d'acqua dagli astronomi antichi. Le parti più chiare ed elevate sono chiamate terre, o terrae.
Durante le lune piene più brillanti, la Luna raggiunge una magnitudine apparente di circa −12,7. Per confronto, il Sole ha una magnitudine apparente di −26,8 mentre Sirio, la stella più brillante, solo −1,4.

### Fasi lunari

Fasi lunari nel moto attorno alla Terra

Fasi lunari corrispondenti all'immagine precedente

Il Sole illumina parzialmente la parte visibile della Luna e questo ne altera l'aspetto giorno dopo giorno in un ciclo di un mese sinodico. I cambiamenti dell'aspetto della Luna percepiti dalla Terra sono detti fasi lunari e sono stati osservati da tutti i popoli dell'antichità. Comunemente vengono distinte due fasi: una crescente quando la parte visibile illuminata aumenta, e una calante quando diminuisce.

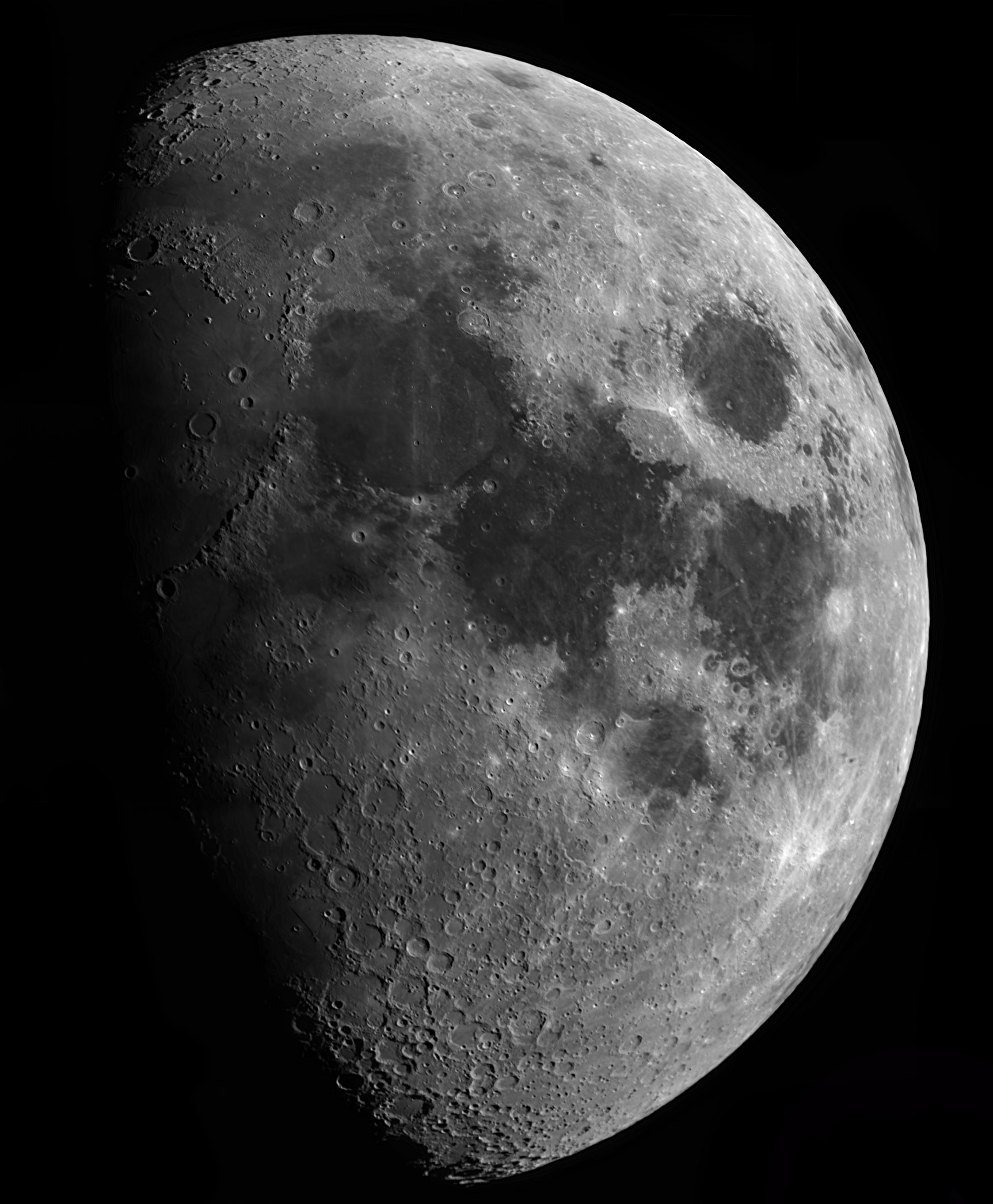
La Luna passata la fase del primo quarto, sono ben distinguibili numerosi crateri e ombre a causa dell'inclinazione dei raggi solari.

Le due situazioni estreme si hanno quando la Luna si trova tra la Terra e il Sole e la parte illuminata non è visibile, chiamata novilunio, e quando la parte illuminata è totalmente visibile, chiamata plenilunio. Poiché l'orbita della Luna è inclinata rispetto all'eclittica di 5,145 gradi (ossia 5°, 8' e 0,42" nel sistema sessagesimale), durante il novilunio (congiunzione eliaca della Luna) viene a trovarsi un poco più a settentrione (o leggermente più a meridione) rispetto al Sole, per cui non ne blocca la luce, salvo quando transita per un nodo provocando una eclissi. Al contrario, durante il plenilunio, la situazione è opposta e la Terra si trova tra il Sole e la Luna, di modo che quest'ultima rivolga la faccia illuminata completamente verso il nostro pianeta (opposizione); anche in questo caso, per l'inclinazione orbitale, la luce del Sole non è bloccata dalla Terra, salvo quando la Luna transita per un nodo provocando una eclissi di luna.

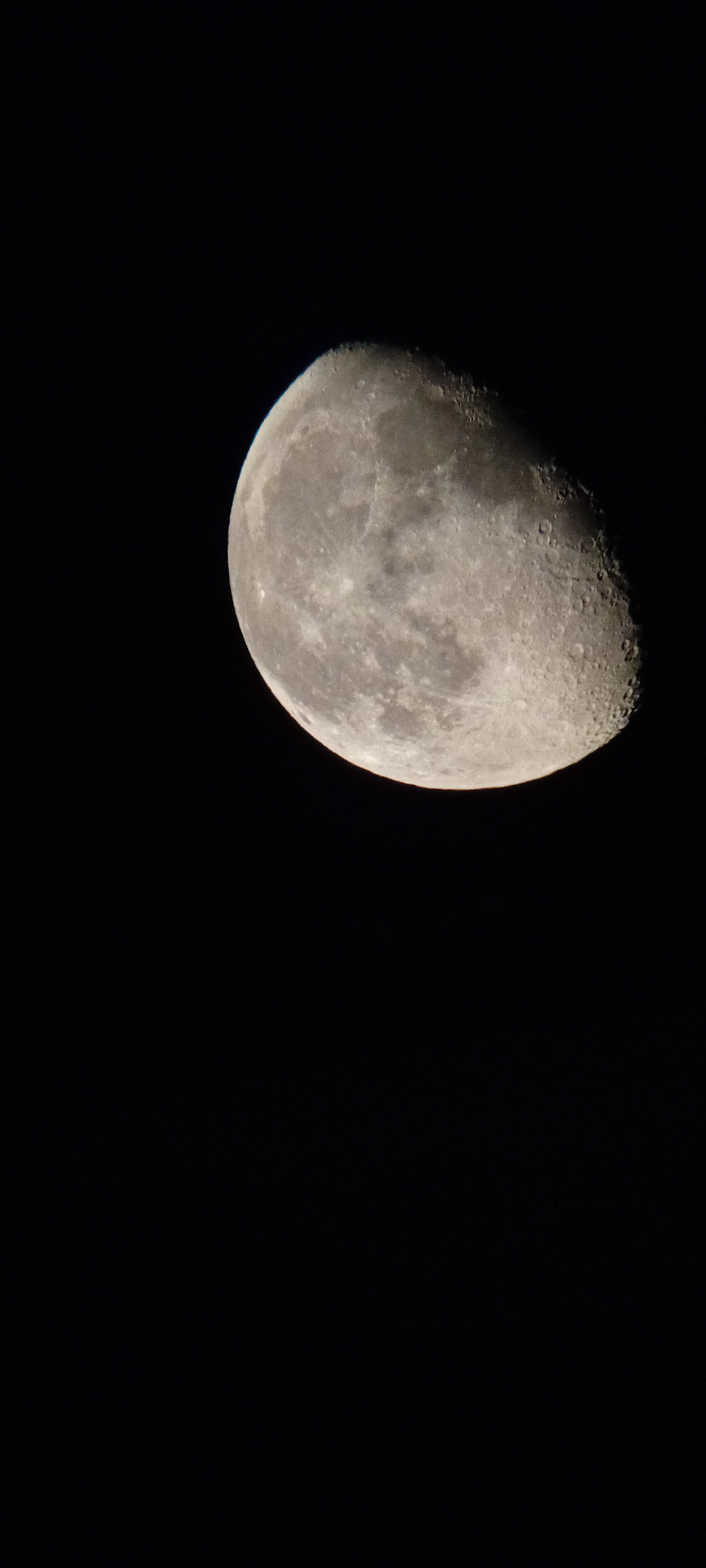
Luna in fase di gibbone calante

#### Luna del raccolto
La Luna piena più vicina all'equinozio d'autunno, osservata dall'emisfero settentrionale, ha una caratteristica particolare. Il giorno del plenilunio la Luna sorge al tramonto del Sole e, a causa del suo movimento apparente verso est, il giorno successivo sorge leggermente in ritardo rispetto al tramonto del sole, mediamente di 50 minuti. In prossimità dell'equinozio d'autunno, questo ritardo è di soli 30 minuti a 40 gradi di latitudine nord. Così il periodo di buio tra tramonto del Sole e sorgere della Luna è minore che negli altri periodi dell'anno, garantendo in tempi antichi, un periodo di luce più lungo ai contadini per il raccolto. Per questo motivo la Luna piena più vicina all'equinozio di autunno è chiamata "luna del raccolto".

### Eclissi

Diagramma non in scala di un'eclissi solare

Quando durante la sua orbita, la Luna si frappone tra la Terra e il Sole, proietta un cono d'ombra sulla Terra detto eclissi solare, o più propriamente eclissi solare totale, sempre che la Luna sia a una distanza dalla Terra tale da farla apparire di diametro angolare lievemente maggiore di quello del Sole, in caso contrario, l'eclissi sarebbe solo anulare, poiché il cono d'ombra della Luna non raggiunge la superficie terrestre. Il fenomeno è ben visibile dalla Terra perché il Sole viene letteralmente oscurato per alcuni minuti durante il giorno. L'evento non è comune e non accade a ogni novilunio: occorre infatti che la precessione del piano dell'orbita lunare sia tale che l'asse nodale coincida con la direzione Terra-Sole al novilunio. Leggeri scostamenti di quest'asse possono provocare uno stato di oscurità non totale proiettando solo la penombra della Luna sulla Terra e in questo caso il fenomeno si chiama eclissi solare parziale; in questi casi dalla Terra il Sole è visto come una mezzaluna e la sua luminosità è parzialmente ridotta. Pur essendo diverse eclissi consecutive, esse si ripetono ogni circa 18 anni in quello che si chiama ciclo di Saros; dopo ogni ciclo, la posizione relativa di Sole, Terra e Luna si ripresenta uguale a prima, e quindi anche le eclissi. Da un punto di vista scientifico le eclissi solari rappresentano un'ottima opportunità per studiare la corona solare, invisibile normalmente per via della eccessiva luminosità del Sole.
Un altro fenomeno interessante si ha quando la Terra proietta la sua ombra sulla Luna, che accade quando l'asse nodale dell'orbita lunare coincide con la direzione Terra-Sole al plenilunio, ed è chiamato eclissi lunare. La Luna piena perde improvvisamente di luminosità non appena entra nella penombra terrestre, per poi oscurarsi del tutto appena entra nel cono d'ombra. A differenza dell'eclissi solare, l'eclissi lunare può durare alcune ore, per via della differenza di grandezza dei corpi che proiettano l'ombra. Nel 270 a.C. Aristarco di Samo sfruttò un'eclissi lunare per calcolare il diametro della Luna.

### Luna rossa
A volte capita di vedere la Luna che, nel momento in cui sorge, possiede un colore rossastro. Ciò avviene poiché la sua luce (che proviene dal Sole e che è reindirizzata sulla Terra) deve attraversare uno strato atmosferico più ampio rispetto a quello che trova nel momento in cui è più alta nel cielo; la radiazione luminosa deve pertanto oltrepassare una quantità maggiore di polveri e turbolenze dell'aria ed è soggetta a una maggiore diffusione. Tale azione è più efficace con i raggi a frequenze più elevate, di colore blu, e meno con quelli a frequenze più basse, di colore rosso (scattering di Rayleigh): quindi poiché la componente rossa della sua luce non viene dispersa e arriva diretta ai nostri occhi, noi vediamo la Luna di colore rosso. Il fenomeno della Luna rossa, per questi stessi motivi, si verifica anche durante le eclissi lunari totali.

### Osservazione amatoriale
Essendo la Luna il secondo corpo celeste più luminoso dopo il Sole, la sua localizzazione è particolarmente semplice. Tuttavia, la sua eccessiva luminosità crea problemi per l'osservazione con un telescopio amatoriale, in quanto la sua immagine è troppo brillante anche a 50X di ingrandimento, quasi accecante. Si usano particolari filtri astronomici, in particolare filtri a densità neutra per ridurre la luminosità, per aumentare l'ingrandimento e apprezzare la visione dei rilievi sulla superficie. Particolarmente interessante è l'osservazione presso il terminatore che permette di apprezzare i rilievi grazie alla lunga ombra proiettata sulla superficie, che risulta limpida per l'assenza di atmosfera.

## L'esplorazione della Luna

### Storia dell'esplorazione lunare
La faccia nascosta, sempre opposta alla Terra, della Luna venne osservata per la prima volta il 7 ottobre 1959, quando la sonda sovietica Luna 3 fu messa in orbita attorno alla Luna e inviò alcune sue fotografie alla Terra.

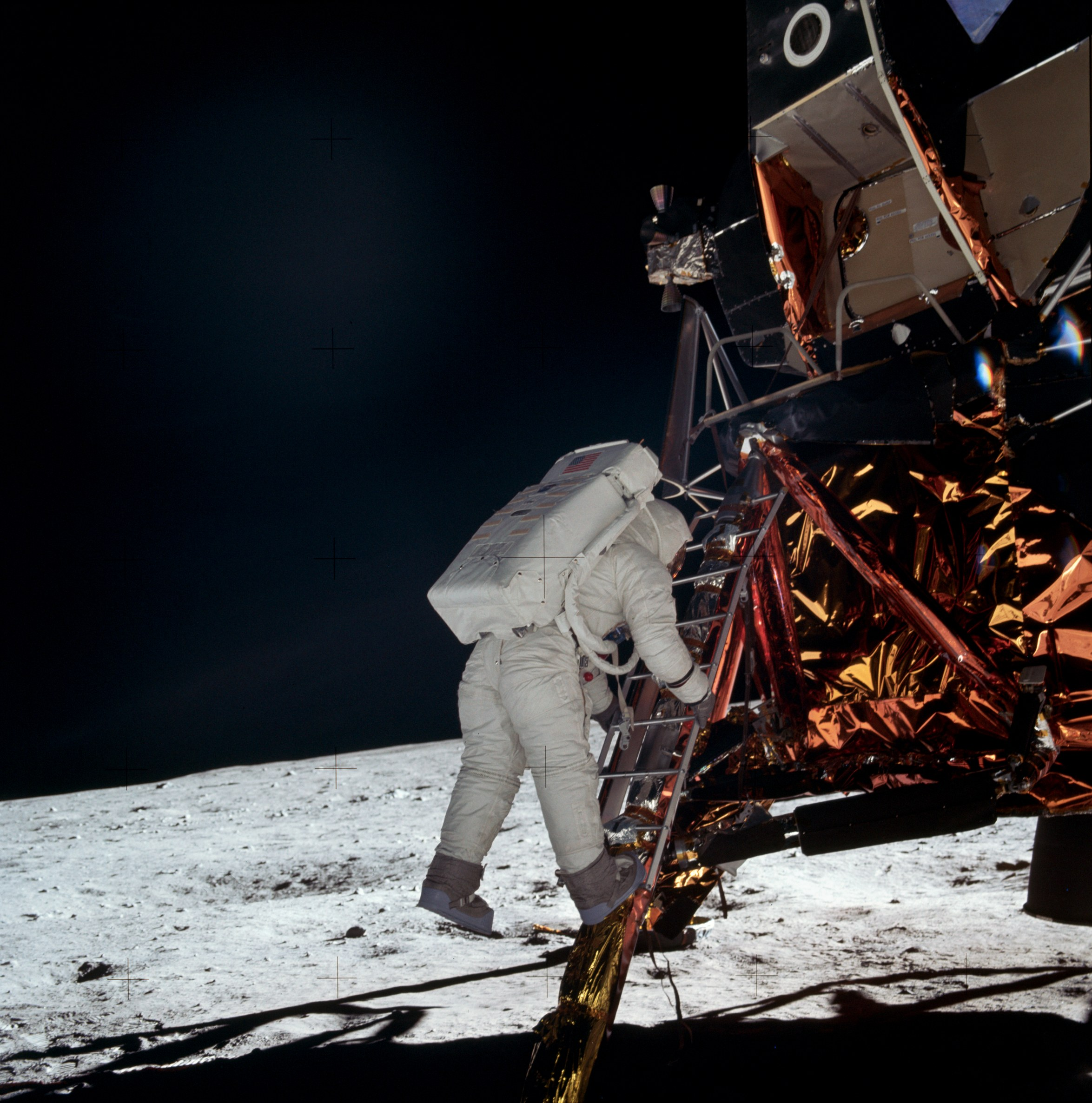
La discesa di Aldrin sulla Luna nella prima missione umana sulla superficie (1969)

Gli uomini hanno messo piede per la prima volta sulla Luna il 20 luglio 1969, all'apice di una gara spaziale tra Unione Sovietica e Stati Uniti, ispirata dalla guerra fredda (durante la quale non mancarono progetti militari di entrambe le superpotenze volti a utilizzare la Luna come base o per esperimenti implicanti anche l'uso di armi nucleari, come il Project A119).
Il programma lunare sovietico fu tenuto nascosto, dalle fonti ufficiali moscovite, fino alla fine della guerra fredda.
Il primo astronauta a camminare sulla superficie lunare fu lo statunitense Neil Armstrong, comandante dell'Apollo 11. L'ultimo fu Eugene Cernan, che dopo 3 giorni e 3 ore trascorsi sulla superficie lunare con il collega della missione Apollo 17, Harrison J. Schmitt, la lasciò il 14 dicembre 1972.
L'equipaggio dell'Apollo 11 lasciò una targa di acciaio inossidabile, per commemorare lo sbarco e lasciare informazioni sulla visita a ogni altro essere vivente che la trovi. Sulla targa c'è scritto:
La targa raffigura i due emisferi del pianeta Terra ed è firmata dai tre astronauti e dall'allora presidente Richard Nixon.

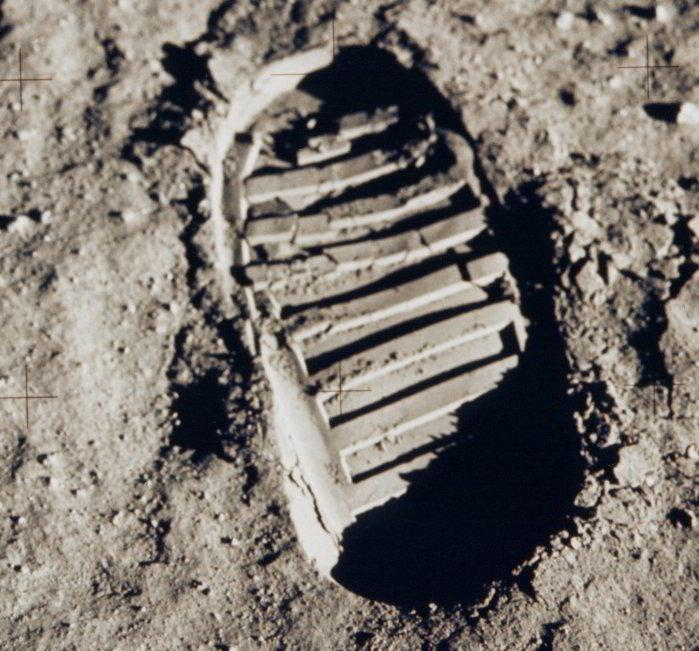
Un'impronta lasciata sul suolo lunare dall'astronauta Buzz Aldrin durante la missione dell'Apollo 11

In totale gli sbarchi sulla Luna delle missioni Apollo furono sei (Apollo 11, 12, 14, 15, 16 e 17), per un totale di 12 astronauti discesi sul satellite; la missione Apollo 13 non atterrò sulla Luna a causa di un incidente durante il volo e le restanti previste missioni Apollo 18, 19 e 20 furono annullate per tagli di bilancio.
Dagli inizi degli anni settanta iniziò a prender piede una teoria complottista che sosteneva che le missioni Apollo non fossero mai realmente avvenute, ma che la NASA insieme al governo degli Stati Uniti avesse organizzato una cospirazione inscenando il tutto in studi televisivi con l'aiuto di effetti speciali.
Nonostante queste teorie siano state smentite ed esistano varie prove sugli allunaggi dell'Apollo, l'argomento continua a suscitare polemiche.
Dopo gli sbarchi del programma Apollo nessun essere umano ha più camminato sulla Luna. Gli statunitensi, avendo vinta la gara coi sovietici ed essendo pressati da altri problemi interni e internazionali, persero l'interesse per le missioni con equipaggio. I sovietici continuarono con l'atterraggio di sonde automatiche (tra cui le Lunochod) alcune delle quali (come Luna 16) riportarono anche campioni di suolo sulla Terra. Le altre nazioni non avevano le risorse necessarie e le due superpotenze non videro un vantaggio immediato dell'esplorazione tale da giustificarne gli altissimi costi. Vennero, comunque, pubblicati diversi studi relativi alla realizzazione di basi lunari permanenti.
Gli anni duemila hanno visto una ripresa dell'esplorazione lunare. L'Agenzia spaziale europea ha lanciato la sonda spaziale SMART-1 il 27 settembre 2003. La sonda, equipaggiata con un propulsore ionico, ha raggiunto la Luna all'inizio del 2005 e ha effettuato una ricognizione completa della Luna e prodotto una mappa a raggi X della superficie. Nel 2007, l'agenzia spaziale giapponese ha lanciato la sonda SELENE (ribattezzata Kaguya dopo il lancio) che ha eseguito una mappatura della superficie lunare con particolare attenzione alle anomalie del suo campo gravitazionale. Lo stesso decennio ha visto il lancio, anche, delle prime missioni lunari dei paesi emergenti dell'Asia: la Cina ha lanciato le missioni Chang'e 1 e 2 nel 2007 e nel 2010, rispettivamente; l'India ha lanciato Chandrayaan-1 nel 2008.
La NASA ha lanciato nel 2009 le missioni LCROSS e Lunar Reconnaissance Orbiter (LRO). La prima dedicata all'individuazione della presenza di acqua sulla Luna, la seconda per eseguire una ricognizione ad alta risoluzione della superficie lunare. Dal 2011, LRO è affiancata da GRAIL, sviluppata per studiare il campo gravitazionale lunare e, in base a questo, dedurre dettagli della topografia e composizione della crosta e del mantello sottostante.

### Programmi di future esplorazioni lunari

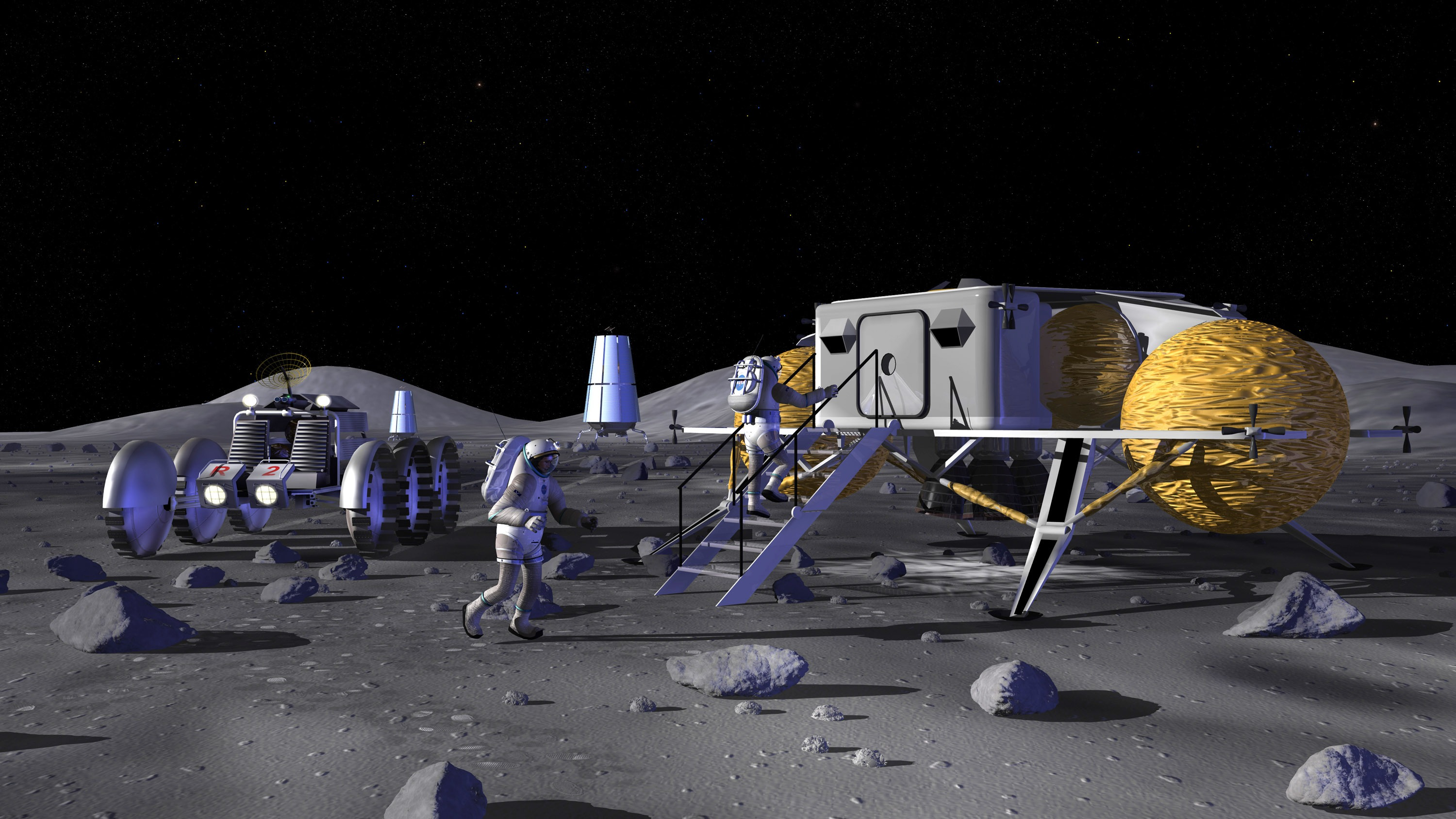
Ipotetica base lunare (rappresentazione artistica a cura della NASA)

Nel 2018, l'agenzia spaziale cinese lavora ad un programma di esplorazione della superficie lunare con le missioni robotiche Chang'e e il rover Yutu. La NASA, invece, conduce l'osservazione dall'orbita con la sua missione Lunar Reconnaissance Orbiter. Entrambe le agenzie sono attive nel finanziare concretamente l'esplorazione lunare, quella cinese pianifica nel corso dell'anno l'invio del primo rover sul lato nascosto della Luna, Chang'e 4, e quella statunitense ha ricevuto la prima direttiva federale, Space Policy Directive 1, per riprendere l'esplorazione umana sulla Luna.
La Cina, oltre all'esplorazione umana, sta considerando la possibilità di sfruttare minerariamente la Luna, in particolare per l'isotopo Elio-3, da usare come fonte d'energia sulla Terra.
L'Agenzia Spaziale Europea ha un programma generico di esplorazione spaziale robotica e con missioni umane chiamato Programma Aurora; il programma non ha uno specifico corpo celeste come obiettivo ma più in generale la creazione dei presupposti necessari per permettere l'esplorazione spaziale.
Le agenzie spaziali indiana e russa avevano iniziato nel 2007 una collaborazione a un progetto comune di esplorazione con un rover programmato per il 2018, ma a seguito della crisi economica la Russia ha dovuto abbandonare il progetto che sarà continuato dall'India con la missione Chandrayaan-2, il cui allunaggio di un lander è fallito nel 2019, e di Chandrayaan-3, lanciata nel 2023.
L'agenzia americana NASA e la russa Roscosmos hanno siglato un accordo nel 2017 per la cooperazione nell'esplorazione spaziale e in particolare per agevolare la presenza umana in orbita cislunare, in particolare il progetto della NASA comprende la costruzione della stazione spaziale Deep Space Gateway in orbita attorno alla Luna da usare come avamposto per missioni lunari e dello spazio profondo e l'agenzia russa intende estendere l'invito a partecipare al progetto alle maggiori agenzie spaziali della Terra.
Già nel 2017 il programma Artemis era in via di sviluppo, ma nel 2020 la NASA ha richiesto un finanziamento aggiuntivo di 1,6 miliardi di dollari, concretizzando il progetto. Artemis è un programma di volo spaziale con equipaggio in corso portato avanti principalmente dalla NASA, dalle aziende di voli spaziali commerciali statunitensi e da partner internazionali come l'Agenzia spaziale europea (ESA), la JAXA e la Canadian Space Agency (CSA) con l'obiettivo di far sbarcare "la prima donna e il prossimo uomo" sulla Luna, in particolare nella regione del polo sud lunare, entro il 2024. La NASA vede Artemis come il prossimo passo verso l'obiettivo a lungo termine di stabilire una presenza autosufficiente sulla Luna, gettare le basi per le società private per costruire un'economia lunare e infine mandare gli umani su Marte.

## La Terra vista dalla Luna

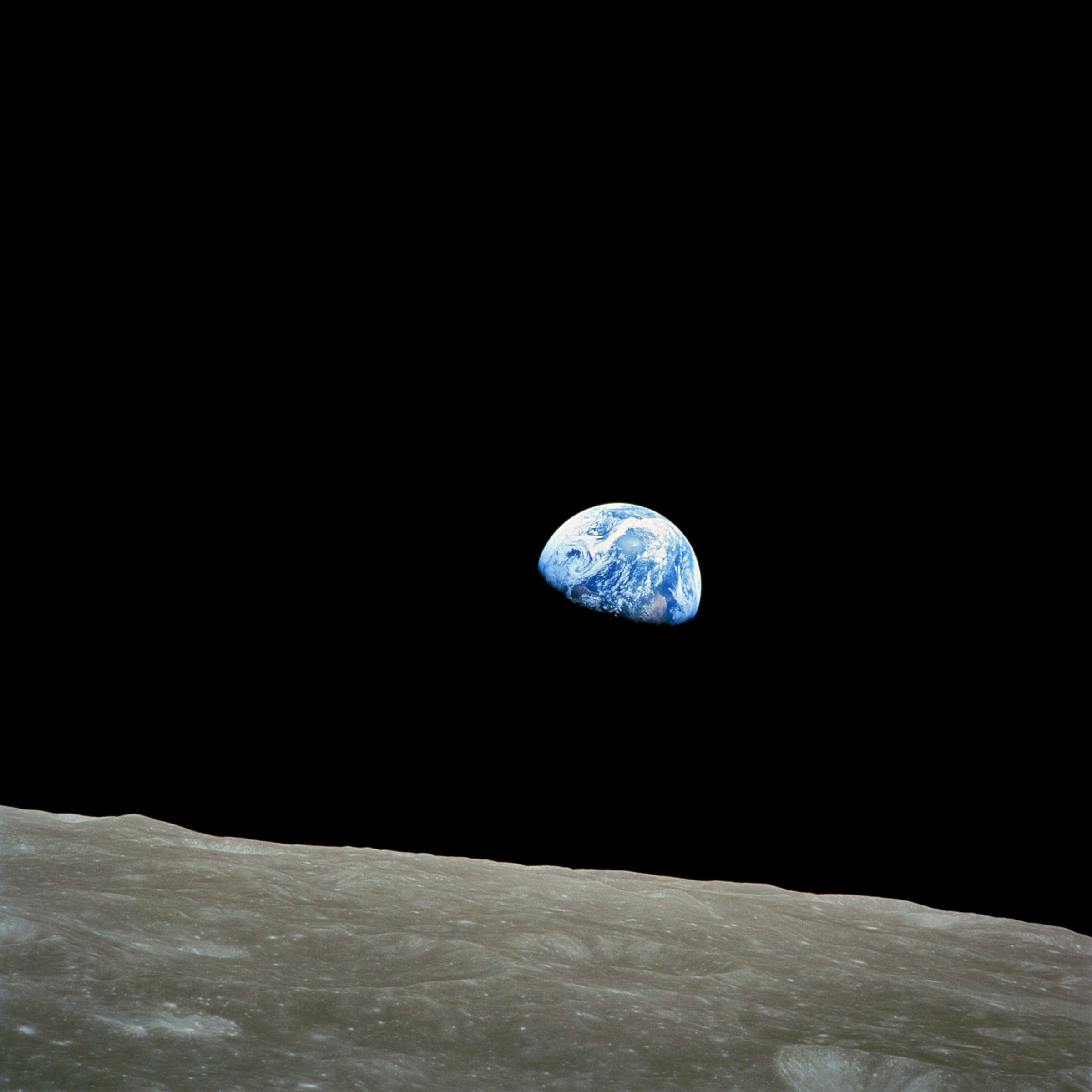
Foto della Terra dalla Luna scattata dagli astronauti della missione Apollo 8 (1968), intitolata successivamente Earthrise (Sorgere della Terra)

Dalla faccia che la Luna rivolge alla Terra il pianeta rimane fisso in un punto della volta celeste che cambia spostandosi sulla superficie della Luna stessa, raggiungendo una dimensione di 2° (circa 3,5 volte la Luna piena vista dalla Terra stessa).
Le prime foto della Terra vista dalla Luna furono scattate dai cinque Lunar Orbiter che la NASA inviò tra il 1966 e il 1967 con l'intento di setacciare la superficie e scegliere i luoghi migliori per l'allunaggio delle allora future missioni Apollo. Successivamente, durante lo svolgimento di queste, furono scattate altre foto.
Ultimamente molti orbiter lunari stanno ancora scattando foto al pianeta. Nel 2007 la sonda giapponese Kaguya scattò numerose foto alla superficie lunare, tra cui una che mostra il disco della Terra all'orizzonte. Anche la NASA, con il suo Lunar Reconnissance Orbiter, sta ancora operando in tale senso.

### Le fasi della Terra
Come quello della Luna vista dalla Terra, l'aspetto di quest'ultima vista dal satellite cambia a seconda dell'angolazione d'arrivo dei raggi del Sole.
Quando sulla faccia che la Luna rivolge al pianeta è notte, il momento corrisponderà alla fase di novilunio sulla Terra e quindi questa apparirà sulla volta celeste completamente illuminata.
Quando sulla faccia che la Luna rivolge al pianeta è invece il dì, il momento corrisponderà alla fase di plenilunio sulla Terra e quindi questa apparirà scura. Il plenilunio è infatti visibile dalla terra solo durante la notte (quando la Luna è completamente opposta al Sole).
Infine quelle che dalla Terra appaiono come eclissi lunari, sulla Luna corrispondono a eclissi solari poiché durante tali allineamenti il disco della Terra oscura il Sole.

## Formazione della Luna

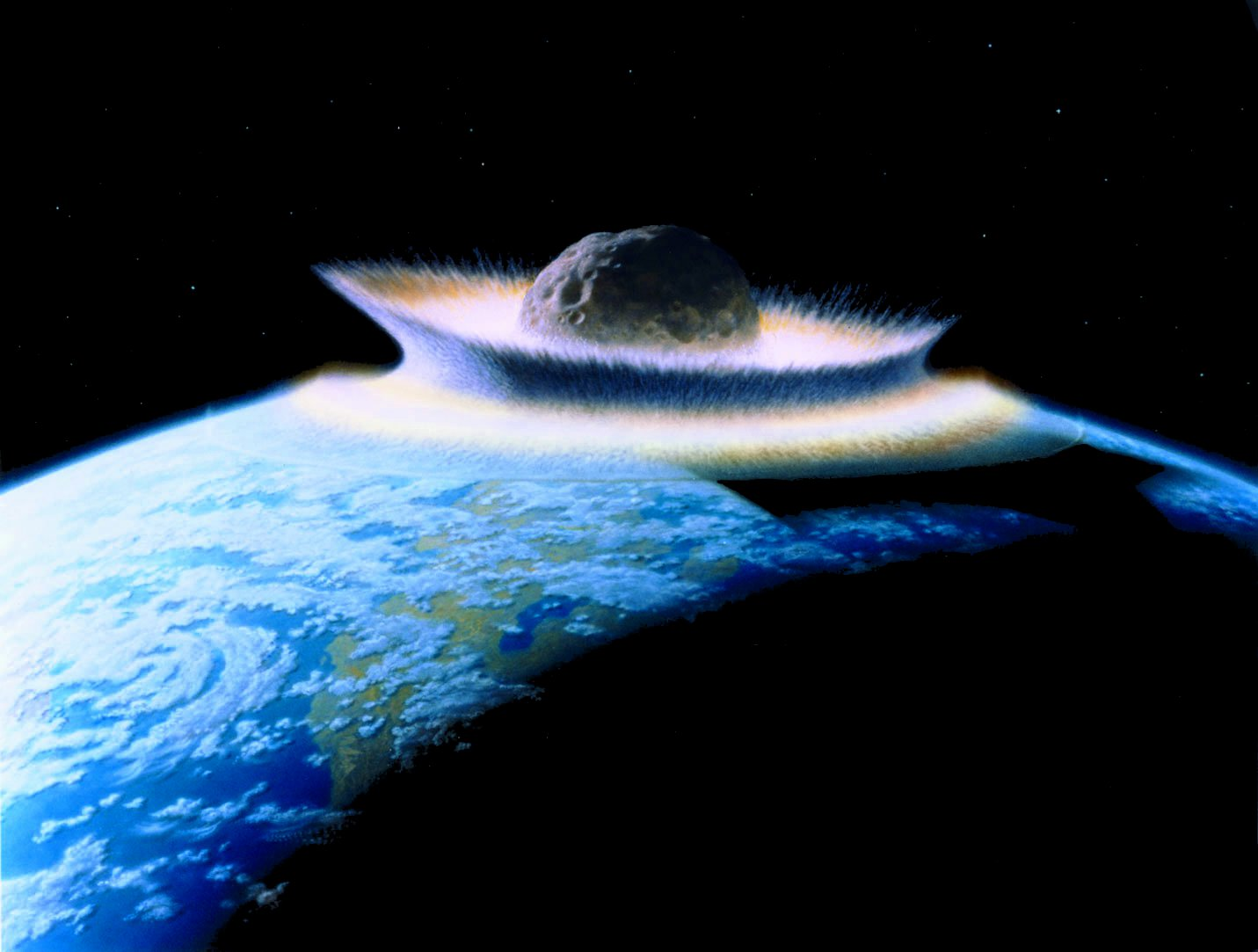
Rappresentazione artistica dell'impatto di un planetoide di circa di diametro sulla superficie della Terra da poco formatasi

Sono state proposte diverse ipotesi per spiegare la formazione della Luna che, in base alla datazione isotopica dei campioni di roccia lunare portati sulla Terra dagli astronauti delle missioni Apollo, risale a 4,527 ± 0,010 miliardi di anni fa, cioè circa 50 milioni di anni dopo la formazione del sistema solare.
Queste ipotesi includono l'origine per fissione della crosta terrestre a causa della forza centrifuga, che però richiederebbe un valore iniziale troppo elevato per la rotazione terrestre; la cattura gravitazionale di un satellite già formatosi, che però richiederebbe un'enorme estensione dell'atmosfera terrestre per dissipare l'energia cinetica del satellite in transito; la co-formazione di entrambi i corpi celesti nel disco di accrescimento primordiale, che però non spiega la scarsità di ferro metallico sulla Luna. Nessuna di queste ipotesi inoltre è in grado di spiegare l'alto valore del momento angolare del sistema Terra-Luna.
La teoria più accreditata è quella secondo la quale essa si sia formata a seguito della collisione di un planetesimo, chiamato Theia, delle dimensioni simili a quelle di Marte con la Terra quando quest'ultima era ancora calda, nella prima fase della sua formazione. Il materiale scaturito dall'impatto sarebbe rimasto in orbita intorno alla Terra e per effetto della forza gravitazionale si sarebbe riaggregato formando la Luna. Detta comunemente la teoria dell'impatto gigante, è supportata da modelli teorici, pubblicati nell'agosto del 2001. Una conferma di questa tesi deriverebbe dal fatto che la composizione della Luna è pressoché identica a quella del mantello terrestre privato degli elementi più leggeri, evaporati per la mancanza di un'atmosfera e della forza gravitazionale necessarie per trattenerli. Inoltre, l'inclinazione dell'orbita della Luna rende piuttosto improbabili le teorie secondo cui essa si sarebbe formata insieme alla Terra o sarebbe stata catturata in seguito.
Uno studio del maggio del 2011 condotto dalla NASA porta elementi che appaiono in contraddizione con l'ipotesi dell'impatto gigante. Lo studio, eseguito su campioni vulcanici lunari, ha permesso di misurare nel magma lunare una concentrazione d'acqua 100 volte superiore a quella precedentemente stimata. Secondo la suddetta teoria, l'acqua avrebbe dovuto essere evaporata quasi completamente durante l'impatto; invece, i dati presentati nello studio conducono a stimare un quantitativo d'acqua simile a quello presente nella crosta terrestre.
Un altro studio della NASA indica che la faccia nascosta potrebbe essere stata generata dalla fusione tra la Luna e una seconda luna della Terra, la quale si sarebbe distribuita uniformemente sulla faccia lontana della Luna che conosciamo. Questa teoria spiegherebbe anche perché il lato nascosto della luna si presenti più frastagliato e montuoso rispetto al lato visibile del satellite terrestre.

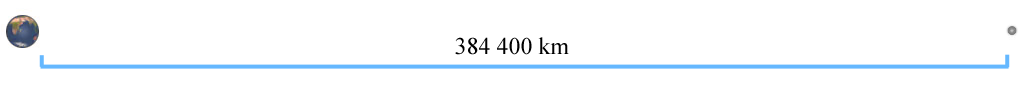
Rappresentazione in scala della distanza Terra-Luna

## Parametri orbitali

### Rivoluzione

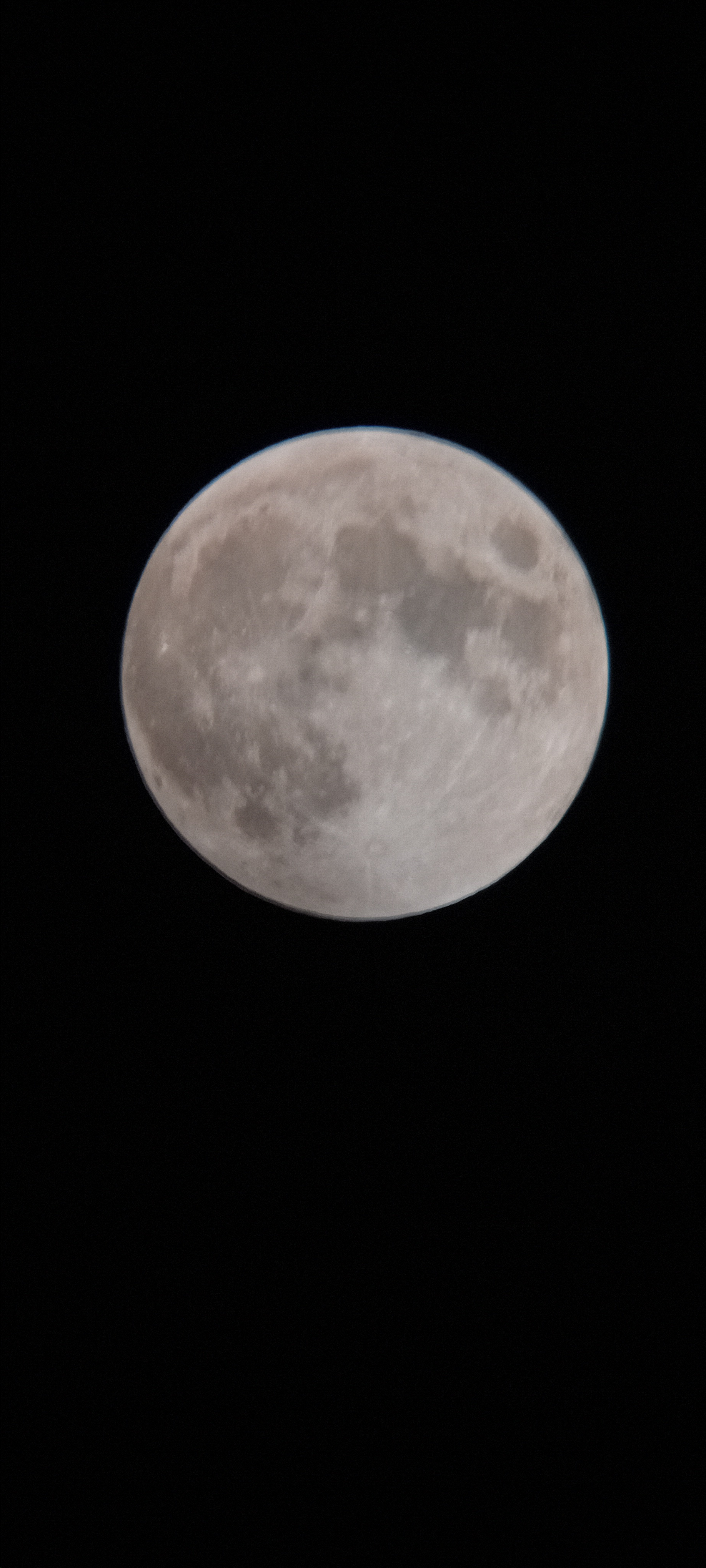
Luna nella sua quinta fase del moto di Rivoluzione

Rispetto alle stelle fisse, la Luna completa un'orbita attorno alla Terra in media ogni 27,321661 giorni, pari a 27 giorni, 7 ore, 43 minuti e 12 secondi (mese siderale). Il suo periodo tropicale medio, calcolato da equinozio a equinozio, è invece di 27,321582 giorni, pari a 27 giorni, 7 ore, 43 minuti e 4,7 secondi.
Un osservatore sulla Terra conta circa 29,5 giorni tra una nuova luna e la successiva, per via del contemporaneo movimento di rivoluzione del pianeta. Più esattamente il periodo sinodico medio tra due congiunzioni solari è di 29,530589 giorni, cioè 29 giorni, 12 ore, 44 minuti e 2,9 secondi.

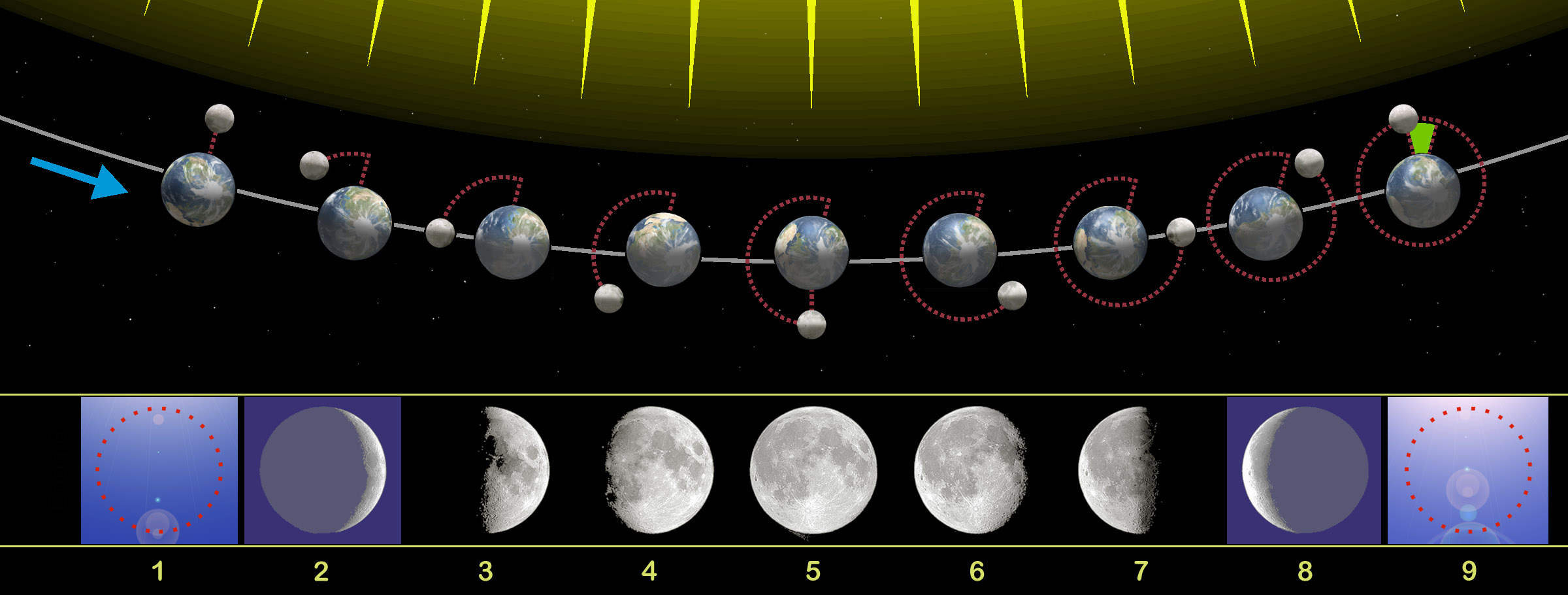
Moto della luna durante un periodo sinodico, che è 29 d 12 h 44,0 min

In un'ora, la Luna percorre sulla sfera celeste circa mezzo grado, distanza all'incirca pari alla sua dimensione apparente. Nel suo moto, rimane sempre confinata in una regione del cielo indicata come lo Zodiaco, che si estende circa 8 gradi sopra e sotto l'eclittica, linea che la Luna attraversa (da Nord a Sud o viceversa) ogni 2 settimane circa.
La Terra e la Luna orbitano attorno a un centro di massa comune, che si trova a una distanza di circa 4700 km dal centro della Terra. Poiché questo centro si trova dentro alla massa terrestre il moto della Terra è meglio descritto come un'oscillazione. Viste dal Polo nord della Terra l'orbita della Luna attorno alla Terra e l'orbita di questa attorno al Sole avvengono tutte in senso antiorario.
Il sistema Terra-Luna non può essere considerato un pianeta doppio perché il centro di gravità del sistema Terra-Luna non è esterno al pianeta, ma è localizzato 1700 km al di sotto della superficie terrestre, circa un quarto del raggio terrestre.
A differenza di quanto accade per gli altri satelliti naturali del sistema solare, la Luna è eccezionalmente grande rispetto al pianeta attorno a cui orbita. Infatti, il suo diametro e la sua massa sono pari rispettivamente a un quarto e a 1/81 di quelli terrestri. Nel sistema solare, solo Caronte nel confronto con Plutone ha dimensioni proporzionalmente maggiori, avendo una massa pari all'11,6% di quella del pianeta nano. Satelliti di dimensioni confrontabili con quelle della Luna orbitano attorno ai giganti gassosi (Giove e Saturno), mentre i pianeti più affini alla Terra o non hanno satelliti (Venere e Mercurio) o ne hanno di minuscoli (Marte).
Il piano dell'orbita lunare è inclinato di 5°8' rispetto a quello dell'orbita della Terra intorno al Sole (il piano dell'eclittica). Le perturbazioni gravitazionali del Sole impongono all'orbita lunare un moto di precessione, in senso orario, con periodo di 18,6 anni; questo movimento è correlato alle nutazioni terrestri, che possiedono infatti lo stesso periodo. I punti in cui l'orbita lunare interseca l'eclittica sono chiamati nodi lunari. Le eclissi solari accadono quando un nodo coincide con una luna nuova, le eclissi lunari quando un nodo coincide con una luna piena.

### Rotazione
Il moto di rotazione della Luna è il movimento che compie intorno all'asse lunare nello stesso senso della rotazione terrestre, da Ovest verso Est, con una velocità angolare di 13° al giorno. La durata è quindi uguale a quella del moto di rivoluzione pari a 27 giorni, 7 ore, 43 minuti e 11,6 secondi. Poiché il periodo di rotazione della Luna è esattamente uguale al suo periodo orbitale, dalla superficie della Terra è visibile sempre la stessa faccia del satellite. Questa sincronia è il risultato dell'attrito mareale causato dalla Terra che ha rallentato la rotazione della Luna nella sua storia iniziale.

### Librazione
Dato che il moto di rivoluzione attorno alla Terra non è perfettamente circolare, velocità di rotazione e distanza dalla Terra variano leggermente durante un'orbita e i moti di rotazione e rivoluzione presentano degli sfasamenti tali da creare oscillazioni apparenti di lieve entità nel moto di rotazione lunare dette librazioni; anche la precessione del piano dell'orbita contribuisce, sebbene in misura minore, alle oscillazioni di librazione. Questi sfasamenti consentono ad alcune zone della superficie lunare di essere visibili per alcuni intervalli di tempo da un osservatore a Terra. Oltre a questo, si aggiunge anche una leggera oscillazione diurna apparente dovuta al moto dell'osservatore sulla superficie terrestre: il medesimo osservatore vedrà la Luna sotto un'angolazione diversa dal momento in cui essa sorge dall'orizzonte al momento in cui tramonta a causa dello spostamento del punto di osservazione dovuto alla rotazione terrestre. Come conseguenza di tutti questi fattori, dalla Terra è osservabile un po' più della metà della superficie lunare (circa il 59%).

### L'allontanamento progressivo della Luna dalla Terra
Il successo dell'esperimento Lunar Laser Ranging, a seguito delle missioni Apollo e Lunochod, ha permesso di rivelare con precisione millimetrica la distanza tra la Terra e la Luna e di misurare l'effettivo allontanamento dei due corpi nel corso degli anni. La Luna si allontana infatti di 3,8 centimetri all'anno.

#### Motivazione del fenomeno

L'attrazione gravitazionale della luna "trascina" il lobo di marea, leggermente in avanti, contro il moto di rotazione della Terra

L'allontanamento progressivo della Luna dalla Terra è dovuto alle forze di marea esercitate dal satellite sul pianeta. Le masse d'acqua oceaniche presenti sulla Terra vengono attratte dalla Luna e si protendono nella direzione Terra-Luna, con un leggero disallineamento a causa del periodo di rotazione terrestre inferiore al periodo di rivoluzione lunare. L'attrazione che la Luna esercita su questo lobo di marea ha una componente nella direzione opposta alla rotazione terrestre. Questa azione comporta un rallentamento del momento angolare terrestre, mentre la sua reazione incrementa il momento angolare della Luna con un suo conseguente e progressivo trasferimento su un'orbita a quota più elevata. Da notare che, sebbene la Luna venga accelerata, la velocità del suo moto diminuisce a causa dell'aumento della quota dell'orbita.

#### Evoluzione storica
Subito dopo la formazione, la Luna si trovava a una distanza molto più ravvicinata di adesso. La sua orbita era a circa 25000 km e il periodo di rotazione della Terra era di circa 3 ore. Essendo entrambi i corpi allo stato fuso e molto vicini, le forze mareali avevano un'intensità molto maggiore di quelle attuali ed erano reciproche, in quanto la Luna non era ancora in rotazione sincrona. Col passare del tempo, la Terra attraversò varie ere geologiche con una diversa conformazione del suolo: fuso, solido, con o senza oceani, con solo ghiaccio; ognuna delle conformazioni ha reazioni differenti alle forze di marea della Luna, per questo l'evoluzione nei tempi remoti del periodo di rotazione e della distanza Terra-Luna non può essere determinata con precisione.

##### Situazione attuale
Nel passare degli anni, il giorno della Terra si è ridotto fino ad arrivare alle 24 ore di oggi e la Luna si è allontanata fino a 384000 km e l'attrito mareale ne ha stabilizzato la rotazione fino a renderla sincrona con la rivoluzione. La Luna si allontana di 38 mm all'anno e la Terra rallenta la rotazione di 2,3 millisecondi ogni secolo.

### Confronto con altri sistemi
Il sistema Terra-Luna è l'unica coppia pianeta-satellite del sistema solare ad avere forze mareali sensibili sul pianeta. Questo è dovuto al rapporto delle masse di ben 1/81, il maggiore del sistema solare. Se oltre ai pianeti si considerano anche i pianeti nani, solo il sistema Plutone-Caronte supera questo valore, con un rapporto di masse di 1/9 che ha portato al raggiungimento dell'equilibrio mareale: il periodo di rotazione di Plutone, quello di Caronte e il periodo di rivoluzione di Caronte sono sincronizzati.

## Caratteristiche chimico-fisiche

### Composizione chimica

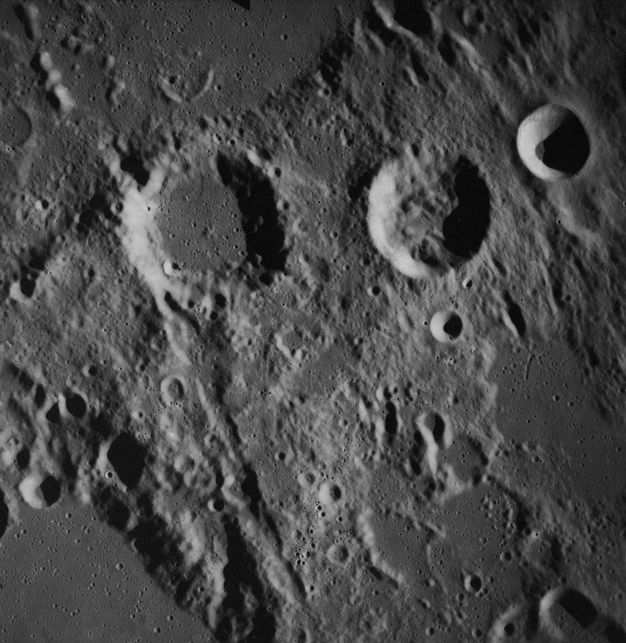
I crateri Halley, Hind, Hipparcus e parte del cratere Albategnius, ripresi dagli astronauti dell'Apollo 16

Più di 4,5 miliardi di anni fa, la superficie della Luna era un oceano di magma liquido. Gli scienziati pensano che uno dei componenti delle rocce lunari detto KREEP, acronimo dell'espressione inglese K (potassio), Rare Earth Elements (terre rare), e P (fosforo), rappresenti l'ultimo resto del magma originario. Il KREEP è composto da quelli che gli scienziati chiamano "elementi incompatibili": elementi che non possono entrare a far parte delle strutture dei cristalli e che quindi rimangono inutilizzati sulla superficie del magma. Per i ricercatori, il KREEP è un marcatore utile per determinare la storia del vulcanismo lunare e tracciare la cronologia degli impatti da parte di comete e altri oggetti celesti.
La crosta lunare è composta da una varietà di elementi primari: uranio, torio, potassio, ossigeno, silicio, magnesio, ferro, titanio, calcio, alluminio e idrogeno. Dai dati forniti dalla missione GRAIL sulle caratteristiche della crosta lunare, i ricercatori hanno ottenuto preziose informazioni anche sulla composizione interna del satellite, scoprendo che racchiude all'incirca la stessa percentuale di alluminio della Terra. Quando viene bombardato dai raggi cosmici, ogni elemento riemette nello spazio una sua propria radiazione particolare, sotto forma di raggi gamma. Alcuni elementi, come l'uranio, il torio e il potassio, sono radioattivi ed emettono spontaneamente raggi gamma. Quale che sia la loro causa, i raggi gamma emessi da ogni elemento sono diversi e uno spettrometro è in grado di distinguerli e appunto in questo modo è stato possibile scoprirne l'esistenza. Una mappa globale della Luna, che riporti l'abbondanza di questi elementi, non è ancora stata realizzata.
Le ere geologiche della Luna vengono definite in base alla datazione di alcuni crateri che hanno avuto un effetto significativo sulla sua storia.

### Struttura interna
| Composto            | Formula | Composizione (peso %) | Composizione (peso %) |
| Composto            | Formula | Mari                  | Alture                |
| ------------------- | ------- | --------------------- | --------------------- |
| Diossido di silicio | SiO2    | 45,4%                 | 45,5%                 |
| Ossido di alluminio | Al2O3   | 14,9%                 | 24,0%                 |
| Ossido di calcio    | CaO     | 11,8%                 | 15,9%                 |
| Ossido di ferro     | FeO     | 14,1%                 | 5,9%                  |
| Ossido di magnesio  | MgO     | 9,2%                  | 7,5%                  |
| Biossido di titanio | TiO2    | 3,9%                  | 0,6%                  |
| Ossido di sodio     | Na2O    | 0,6%                  | 0,6%                  |
| Totale              | Totale  | 99,9%                 | 100,0%                |

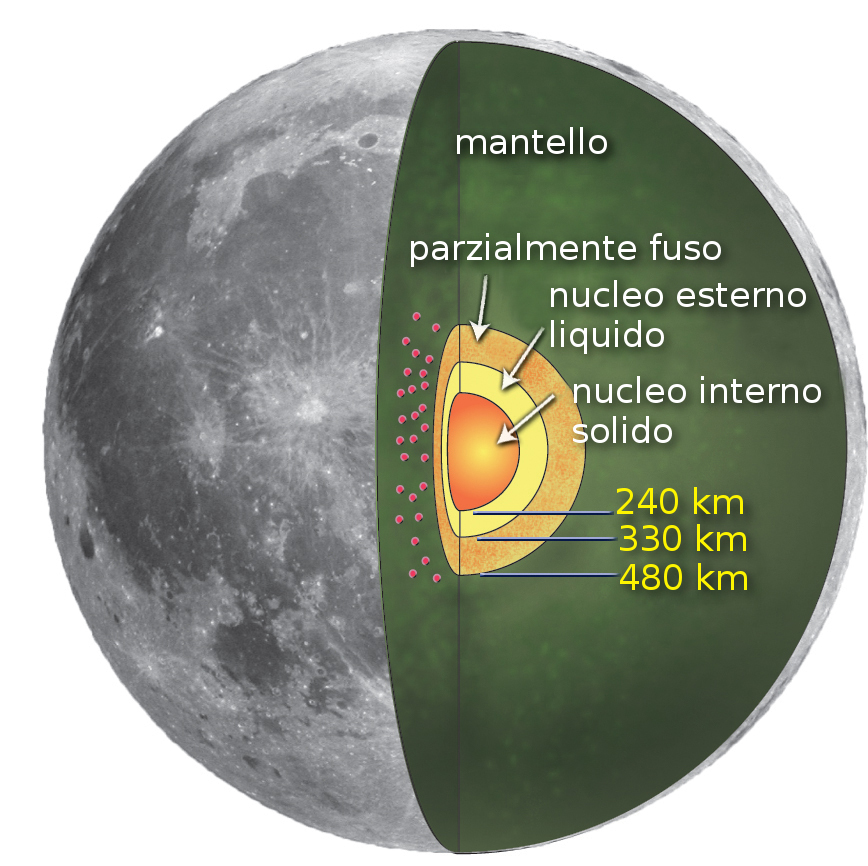
Struttura interna della Luna

La Luna è un corpo celeste internamente differenziato: come la Terra ha una crosta geochimicamente distinta, un mantello, la cui astenosfera è parzialmente fusa (di fatto le onde S rilevate dai sismografi non sono in grado di attraversarla), e un nucleo.
La parte interna del nucleo, con un raggio di 240 km, è ricca di ferro allo stato solido ed è circondata da un guscio esterno fluido costituito principalmente da ferro liquido, con un raggio di circa 300 km. Attorno al nucleo si trova una fase parzialmente fusa con un raggio di circa 500 km. La sua composizione non è stata ancora pienamente identificata, ma si dovrebbe trattare di ferro metallico in lega con piccole quantità di zolfo e nichel; sono le analisi della variabilità della rotazione lunare a indicare che esso è almeno parzialmente fuso.
Si ritiene che questa struttura si sia sviluppata attraverso una cristallizzazione frazionata dell'oceano di magma che ricopriva il satellite 4,5 miliardi di anni fa, al tempo della sua formazione.
La cristallizzazione dell'oceano di magma avrebbe creato il mantello femico per precipitazione e separazione dei minerali di olivina e pirosseno; dopo che circa tre quarti del magma si erano cristallizzati, i minerali di plagioclasio, a densità più bassa, poterono galleggiare e formare la crosta superficiale. Gli ultimi liquidi a cristallizzare furono quelli che si trovarono compressi tra la crosta e il mantello, con un'elevata abbondanza di elementi scarsamente compatibili ed esotermici. A conferma di questo, la mappatura geochimica effettuata dalle sonde in orbita, mostra che la crosta è prevalentemente a base di anortosite; anche i campioni di roccia lunare della lava eruttata sulla superficie da fusioni parziali del mantello, confermano la composizione mafica del mantello, più ricco in ferro di quello terrestre. Attraverso i dati inviateci dalla missione GRAIL, le ultime stime effettuate, dimostrano invece che la crosta lunare è più sottile di quanto si pensasse, in media 32–34 km contro i 45 km delle stime precedenti.
La Luna è il secondo satellite più denso del sistema solare dopo Io. Tuttavia le dimensioni del nucleo interno lunare sono piuttosto piccole in confronto alla dimensione totale del satellite, solo il 20% rispetto al circa 50% della maggioranza degli altri satelliti di tipo terrestre.

### Topografia lunare

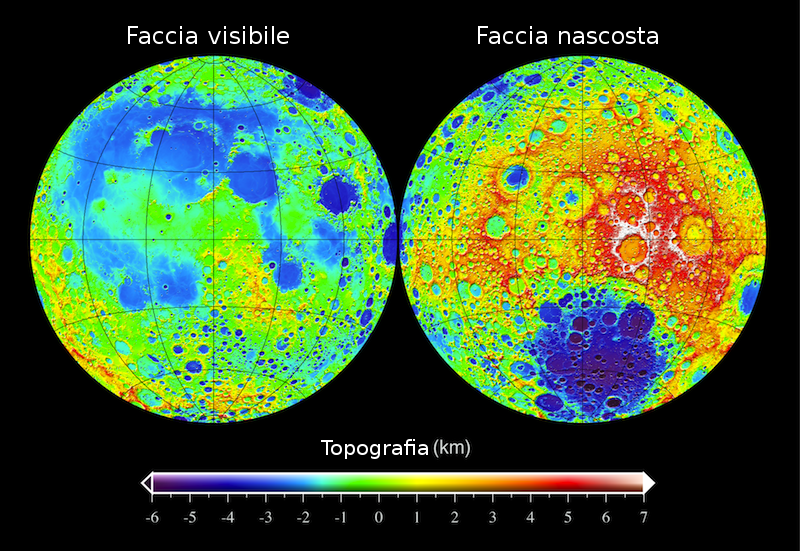
Topografia della Luna. In rosso le elevazioni, in blu le depressioni

La topografia della Luna è stata misurata utilizzando tecniche come l'altimetria laser e l'analisi stereoscopica delle immagini.
La caratteristica topografica più rilevante è l'enorme Bacino Polo Sud-Aitken, situato sulla faccia nascosta della Luna e pertanto non direttamente visibile da noi. Si tratta di un vasto cratere da impatto di circa 2 500 km di diametro, il più grande del nostro satellite e uno dei più estesi dell'intero sistema solare. Oltre alle dimensioni, il cratere vanta anche due altri primati: con i suoi 13 km di profondità contiene il punto più basso dell'intera superficie lunare mentre la massima elevazione del satellite si trova sul suo bordo nord-est. Si ritiene che quest'area sia il risultato di un impatto obliquo che ha portato alla formazione del bacino.
Anche altri grandi bacini da impatto come Mare Imbrium, Mare Serenitatis, Mare Crisium, Mare Smythii e Mare Orientale posseggono vaste depressioni e bordi molto elevati. L'emisfero nascosto della Luna ha un'elevazione media di 1,9 km più alta rispetto a quella dell'emisfero visibile.

### Presenza di acqua

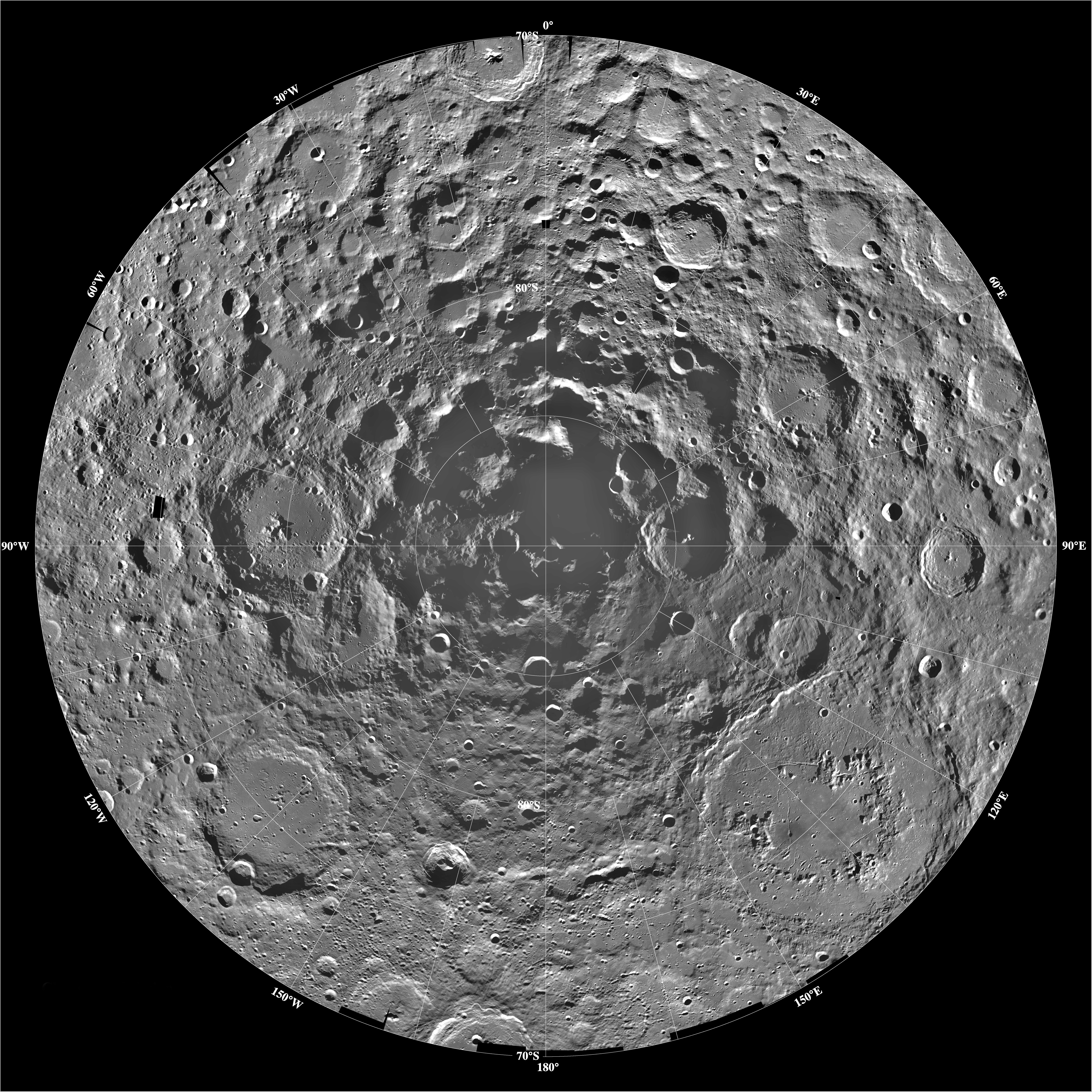
Immagine del Polo Sud lunare ripresa dalla sonda Clementine

La Luna per gran parte della sua storia antica è stata bombardata da asteroidi e comete, queste ultime ricche d'acqua. L'energia della luce solare divide la maggior parte di quest'acqua nei suoi elementi costituenti, idrogeno e ossigeno, di cui la maggior parte si disperde immediatamente nello spazio. È stato però ipotizzato che quantità significative di acqua possano rimanere sulla Luna, in superficie, in aree perpetuamente all'ombra o inglobate nella crosta.
A causa della modesta inclinazione dell'asse di rotazione lunare (solo 1,5°), alcuni dei crateri polari più profondi non ricevono mai luce dal Sole, rimanendo sempre in ombra. In accordo con i dati raccolti durante la missione Clementine, sul fondo di tali crateri potrebbero essere presenti depositi di ghiaccio d'acqua. Le successive missioni lunari hanno tentato di confermare questi risultati, senza tuttavia fornire dati definitivi.
Nell'ambito del suo progetto di ritorno sulla Luna, la NASA ha deciso di finanziare il Lunar Crater Observation and Sensing Satellite. La sonda è stata progettata per osservare l'impatto dello stadio superiore del razzo vettore Centaur che l'avrebbe portata in orbita, su una regione permanentemente in ombra situata in vicinanza al Polo Sud lunare. L'impatto del razzo è avvenuto il 9 ottobre 2009, seguito quattro minuti dopo da quello della sonda che in questo modo ha attraversato il pennacchio così sollevatosi e ne ha potuto analizzare la composizione.
Il 13 novembre 2009, la NASA ha annunciato che, in seguito a un'analisi preliminare dei dati raccolti durante la missione di LCROSS, è stata confermata la presenza di depositi di ghiaccio d'acqua nei pressi del Polo Sud lunare. Nello specifico sono state rilevate linee di emissione dell'acqua nello spettro, nel visibile e nell'ultravioletto, del pennacchio generato dall'impatto sulla superficie lunare dello stadio superiore del razzo che aveva portato la sonda in orbita. È stata inoltre rilevata la presenza di idrossile, prodotto dalla scissione dell'acqua investita dalla radiazione solare.
L'acqua (sotto forma di ghiaccio) potrebbe in futuro essere estratta e quindi divisa in idrogeno e ossigeno da generatori a energia solare. La quantità di acqua presente sulla Luna è un fattore importante nel rendere possibile la sua colonizzazione, perché il trasporto dalla Terra sarebbe estremamente costoso.

La superficie lunare ripresa dal Ranger 9 il 24 marzo 1965, poco prima di schiantarsi sul suolo del satellite

L'acqua lunare potrebbe essere contenuta al suo interno e derivare dalla sua formazione, come rileva uno studio recente (maggio 2011) condotto dalla NASA. Lo studio evidenzia che la percentuale di acqua presente nella Luna potrebbe essere simile a quella terrestre e quindi i depositi rilevati potrebbero essere stati generati dalle eruzioni magmatiche del passato.

### Campo magnetico
Per più di un miliardo di anni dalla sua formazione, la Luna ebbe un campo magnetico paragonabile a quello terrestre. Gran parte del calore indispensabile a mantenere fluido il nucleo esterno e il mantello era dato, in parte dal decadimento degli isotopi radioattivi, ma soprattutto dalle forze mareali esercitate dalla Terra, come accade ancor oggi per la luna gioviana Io. Le forze mareali creavano un notevole attrito - e, quindi, riscaldamento interno - negli strati interni della Luna in quanto, all'inizio della sua storia, il satellite, che continua anche oggi ad allontanarsi progressivamente dalla Terra, orbitava intorno al pianeta a una distanza molto inferiore a quella odierna, cosicché la forza gravitazionale esercitata dalla Terra era in grado anche di fondere e far rimanere allo stato fuso le rocce del mantello lunare e quelle del nucleo esterno (che sono tuttora fuse). A distanza ravvicinata, le interazioni di marea tra la Terra e la Luna avrebbero, oltretutto, fatto sì che il mantello del nostro satellite ruotasse in modo leggermente diverso da quello del suo nucleo, creando celle convettive che si mantennero fino a circa 3 miliardi d'anni or sono. Proprio questo movimento differenziale avrebbe indotto nel nucleo un rimescolamento in grado, almeno stando alle previsioni teoriche, di dar luogo a una dinamo magnetica. Il campo magnetico esterno attuale della Luna è molto debole, compreso tra uno e cento nanotesla, circa un centesimo di quello terrestre. Non si tratta di un campo magnetico dipolare globale, che richiederebbe un nucleo interno liquido, ma solo una magnetizzazione crostale, probabilmente acquisita nelle prime fasi della sua storia quando la geodinamo era ancora operativa. Parte di questo residuo di magnetizzazione potrebbe anche derivare da campi magnetici transitori generatisi durante grandi eventi di impatto attraverso l'espansione della nube plasmatica associata all'impatto in presenza di un preesistente campo magnetico ambientale. Questa ricostruzione è supportata dalla localizzazione delle grandi magnetizzazioni crostali disposte agli antipodi dei grandi bacini da impatto.

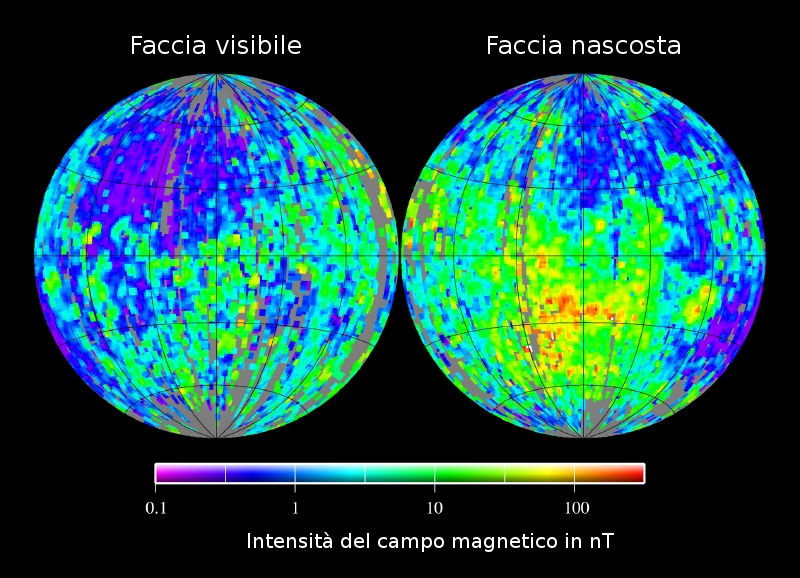
Ricostruzione dell'intensità del campo magnetico a partire dai dati rilevati dalla sonda Lunar Prospector, 2006

Le misurazioni del campo magnetico possono dare inoltre informazioni su dimensione e conduttività elettrica del nucleo lunare, fornendo quindi dati per una migliore teoria dell'origine della Luna. Per esempio, se il nucleo contenesse una proporzione maggiore di elementi magnetici (come il ferro) rispetto a quella terrestre, la teoria della nascita per impatto perderebbe credito (anche se potrebbero esistere spiegazioni alternative per questo fatto).
Sopra tutta la crosta lunare si stende uno strato esterno di roccia polverosa, chiamata regolite. Sia la crosta sia la regolite sono distribuite in modo irregolare, l'una con uno spessore da 60 a 100 chilometri, l'altra passando da 3-5 metri nei mari fino a 10-20 metri sulle alture. Gli scienziati pensano che queste asimmetrie siano sufficienti per spiegare lo spostamento del centro di massa della Luna. L'asimmetria della crosta potrebbe anche spiegare la differenza nei terreni lunari che sono formati principalmente da mari sulla faccia vicina e rocce sulla parte lontana.

### Atmosfera
La Luna non possiede quella che si può definire un'atmosfera nel senso comune del termine; si può solo parlare di un velo estremamente tenue, tanto che può essere quasi assimilato al vuoto, con una massa totale di meno di 10 tonnellate. La pressione superficiale risultante è attorno a 10−15 atmosfere (0,3 nPa), variabile in funzione del giorno lunare. La sua origine è imputabile al degassamento e allo sputtering, cioè il rilascio di atomi di gas da parte delle rocce che compongono la Luna, in seguito all'impatto degli ioni portati dal vento solare.
Tra gli elementi che sono stati identificati ci sono sodio, potassio (presenti anche nelle atmosfere di Mercurio e del satellite Io) generati da sputtering; elio-4, da vento solare; argon-40, radon-222 e polonio-210 da degassamento per effetto del decadimento radioattivo all'interno di crosta e mantello. Non è ben chiara l'assenza di elementi allo stato neutro (atomi o molecole) come ossigeno, azoto, carbonio e magnesio, normalmente presenti nella regolite.
La presenza di vapore acqueo è stata rilevata dalla sonda indiana Chandrayaan-1 a varie latitudini, con un massimo a ~60–70 gradi; si ritiene che possa essere generato dalla sublimazione del ghiaccio d'acqua della regolite. Dopo la sublimazione, questo gas può ritornare nella regolite, sotto l'effetto della debole attrazione gravitazionale della Luna, o essere disperso nello spazio a causa sia della radiazione solare sia del campo magnetico generato dal vento solare sulle particelle ionizzate.

### Terremoti sulla Luna

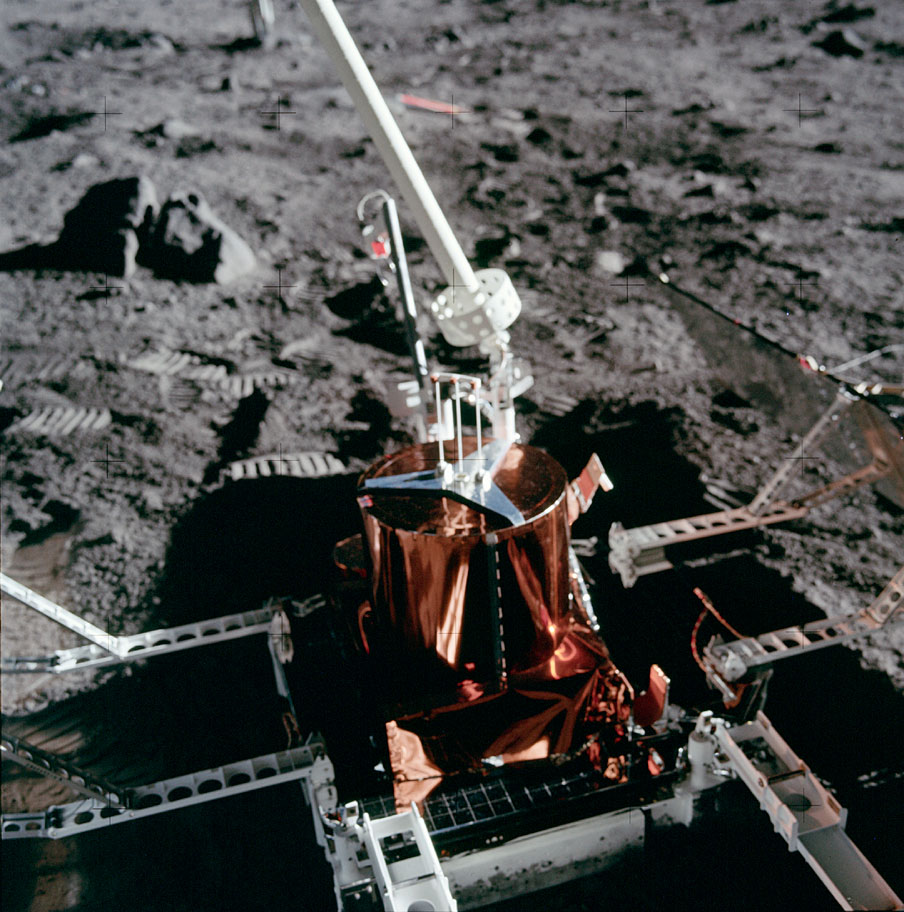
Sismografo installato sulla Luna dagli astronauti dell'Apollo 11 nella loro prima missione. Dispositivi simili vennero trasportati in tutte le altre missioni del programma Apollo

Le missioni Apollo che hanno portato astronauti sulla Luna hanno sbarcato anche alcuni sismografi. Questi sismografi hanno funzionato per molti anni ottenendo risultati ben diversi da quelli posti sulla superficie terrestre. Pur avendo registrato qualche migliaio di terremoti l'anno, si è visto che in media l'energia liberata da essi è molto bassa e non ha quasi mai superato il secondo grado della scala Richter. L'assenza di moti crostali impedisce lo sviluppo di terremoti di alta intensità.

## Superficie
La superficie della Luna è fatta di due categorie principali: i mari e i crateri. I mari sono quel che resta della passata attività vulcanica e sono di origine basaltica; l'origine risale a più di un miliardo di anni fa. I crateri, invece, sono generati esclusivamente da impatti con asteroidi e non sono frutto di attività geologiche interne.

### Mari

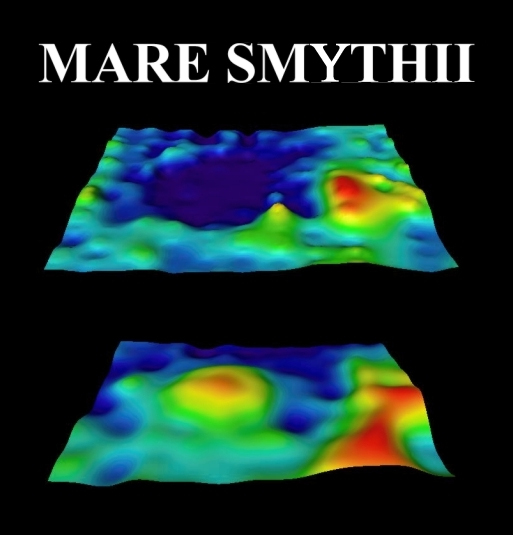
Gravità nel Mare Smythii, confronto tra mappa topografica (in alto) e mappa gravitazionale (in basso). In rosso le elevazioni, in blu le depressioni

Le macchie scure pianeggianti sul lato visibile della Luna sono ben visibili anche a occhio nudo e ai tempi delle prime osservazioni astronomiche non si conosceva affatto la composizione della superficie e per questo si ipotizzò che fossero dei veri e propri mari. Si tratta in verità di pianure basaltiche, originatesi da antiche eruzioni di materiale incandescente seguite all'impatto con asteroidi particolarmente massicci. La maggiore albedo delle montagne lunari (formate da rocce più antiche) è dovuta alla presenza di regolite, che riflette più luce rispetto al basalto, formatasi dall'impatto di innumerevoli micrometeoriti nel corso di centinaia di milioni di anni di storia lunare.
Queste pianure basaltiche occupano il 17% della superficie e sono quasi assenti sulla faccia nascosta: l'unico degno di nota è il Mare Moscoviense che è anche il più profondo dell'intera superficie.
Alcuni di questi presentano una tale concentrazione di massa da provocare anomalie gravitazionali: l'intensità del campo gravitazionale dovrebbe diminuire in prossimità di tali depressioni, invece se ne misura un aumento.
Il mare più grande è l'Oceanus Procellarum, chiamato anche Mare Eoum, mare orientale, e si estende per una superficie di oltre un milione di chilometri quadrati. È stato il luogo di atterraggio di molte sonde robotiche del programma Luna e Surveyor ed è stato anche scelto per l'atterraggio della missione umana Apollo 12.

### Crateri
I crateri lunari occupano la maggior parte della superficie della luna e sono di diversi tipi. I crateri più antichi hanno permesso la datazione dell'intenso bombardamento tardivo che ha coinvolto la Terra 4 miliardi di anni fa. Il più visibile di essi è il Cratere Tycho, ben visibile anche a occhio nudo, che prese il nome dall'astronomo Tycho Brahe; pur non essendo molto grande è datato solo 100 milioni di anni e i detriti successivi all'impatto hanno lasciato segni a raggiera con un'albedo molto elevata, che non sono stati erosi da impatti successivi come per i crateri più antichi.

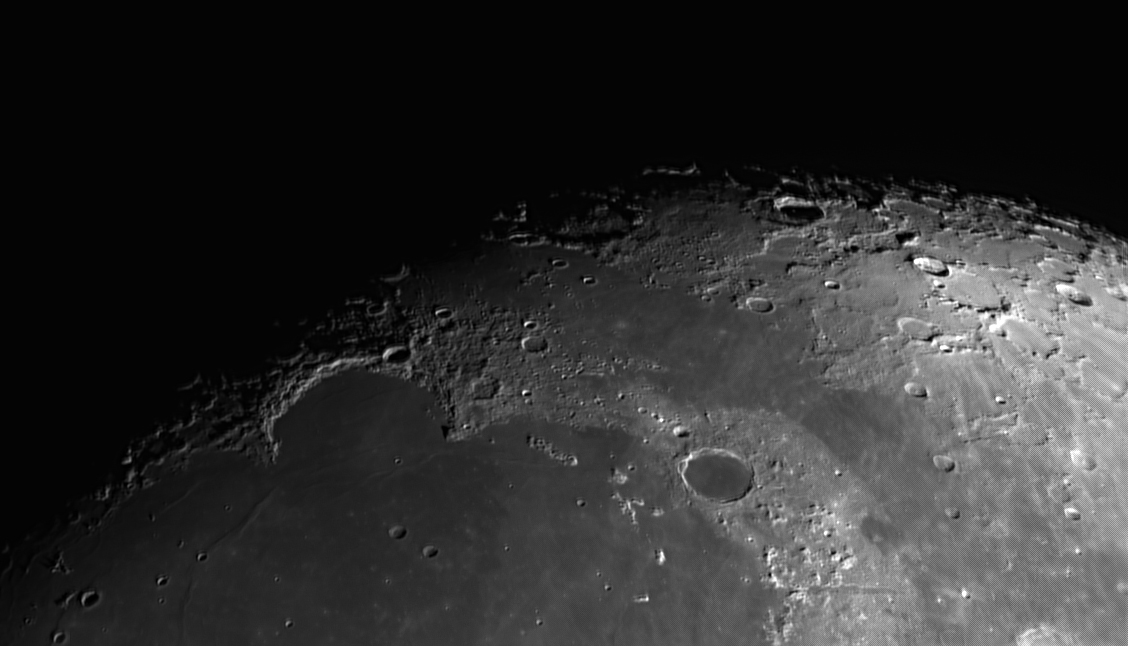
Cratere Plato e Sinus Iridum

Altri crateri degni di nota sono i crateri Peary e Malapert, situati rispettivamente in prossimità del polo nord e sud lunare. La peculiarità di questi crateri è di avere i bordi quasi sempre illuminati dal sole e i centri al buio totale, grazie alla loro posizione esterna e alla scarsa inclinazione dell'asse lunare. Sebbene l'illuminazione media annua raggiunga un massimo di 89% ai bordi, i centri sono al 100% al buio per tutti i giorni dell'anno e non sono soggetti agli effetti del vento solare: potrebbero quindi contenere elementi volatili cristallizzati, come l'acqua, ed essere di interesse per una futura missione spaziale.

### Mappa della superficie

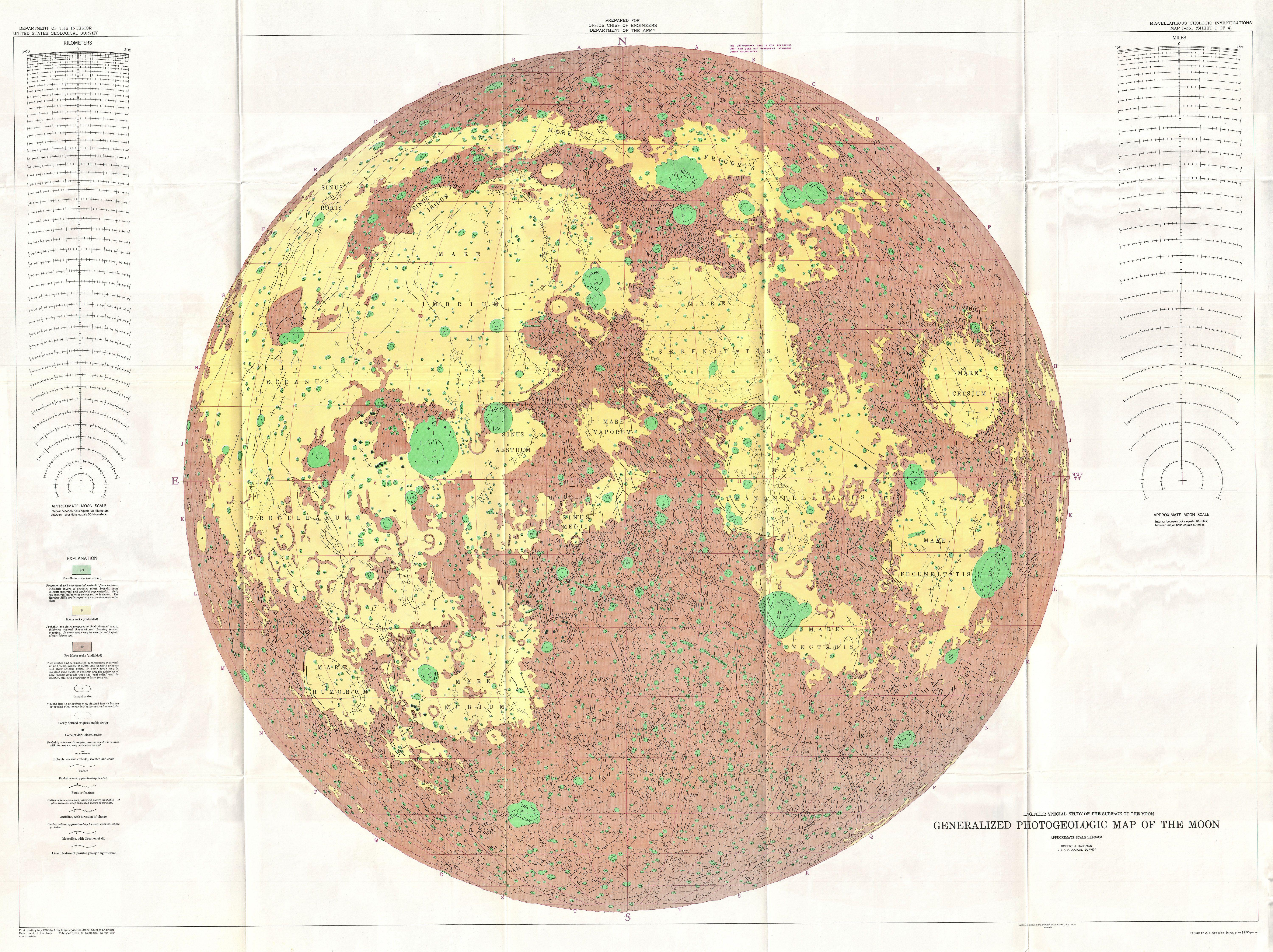
Mappa preparata dalla NASA per la preparazione dell'atterraggio dell'Apollo 11

La prima mappa della Luna risale al 3000 a.C., un'illustrazione più che una mappa vera e propria, disegnata col carbone su una tomba di Knowth in Irlanda. È dal XVII secolo che gli astronomi iniziarono a mappare la faccia visibile della superficie e assegnare nomi agli elementi principali, con Leonardo, Galileo e Harriot, soprattutto dopo l'invenzione del telescopio.
Molti dei mari e dei crateri hanno ricevuto una denominazione. Dal 1919, l'Unione astronomica internazionale si occupa di catalogare gli elementi della superficie lunare e assegnare loro un nome ufficiale. Oltre agli elementi sopra citati, anche altri elementi meno comuni hanno ricevuto una denominazione, come monti, catene, fossi, valli e altro ancora. Dagli anni 1970, anche agli elementi della faccia nascosta, fino ad allora sconosciuti, è stata assegnata una nomenclatura.

## La Luna nel mito e nella cultura di massa

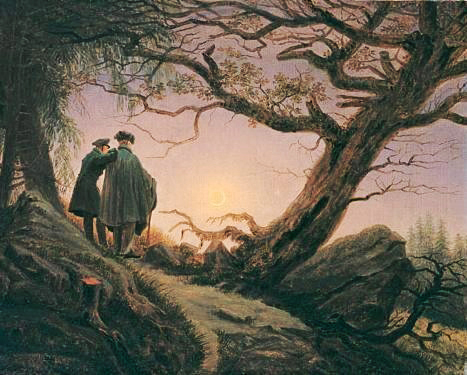
La luna protagonista in un quadro di Friedrich

La Luna è spesso protagonista in molte mitologie e credenze popolari. Le numerose divinità lunari sono spesso femminili, come le dee greche Selene e Artemide, e le loro equivalenti romane Luna e Diana. Si possono trovare anche divinità maschili, come Nanna o Sin dei Mesopotamici, Thot degli Egiziani, Men dei Frigi e il dio giapponese Tsukuyomi e anche Isil, che fa parte della mitologia di Arda, mondo immaginario creato da J. R. R. Tolkien.
Presso la religione induista, un aneddoto mitologico avente come protagonista Ganesha (la divinità dalla testa d'elefante) spiega l'origine delle fasi lunari (v. Ganesha e la Luna). A Maometto viene attribuito il miracolo della divisione della luna.
Parole come "lunatico" sono derivate dalla Luna, a causa della credenza popolare che essa sia una causa di pazzia periodica.
La Luna (crescente) con una stella è stato il simbolo, adottato per la prima volta da Mustafa III (1757–1774) e poi definitivamente scelto da Abdul Hamid I (1774–1789) e Selim III (1789–1807), dell'Impero ottomano ed è tuttora presente in alcune bandiere degli Stati musulmani.

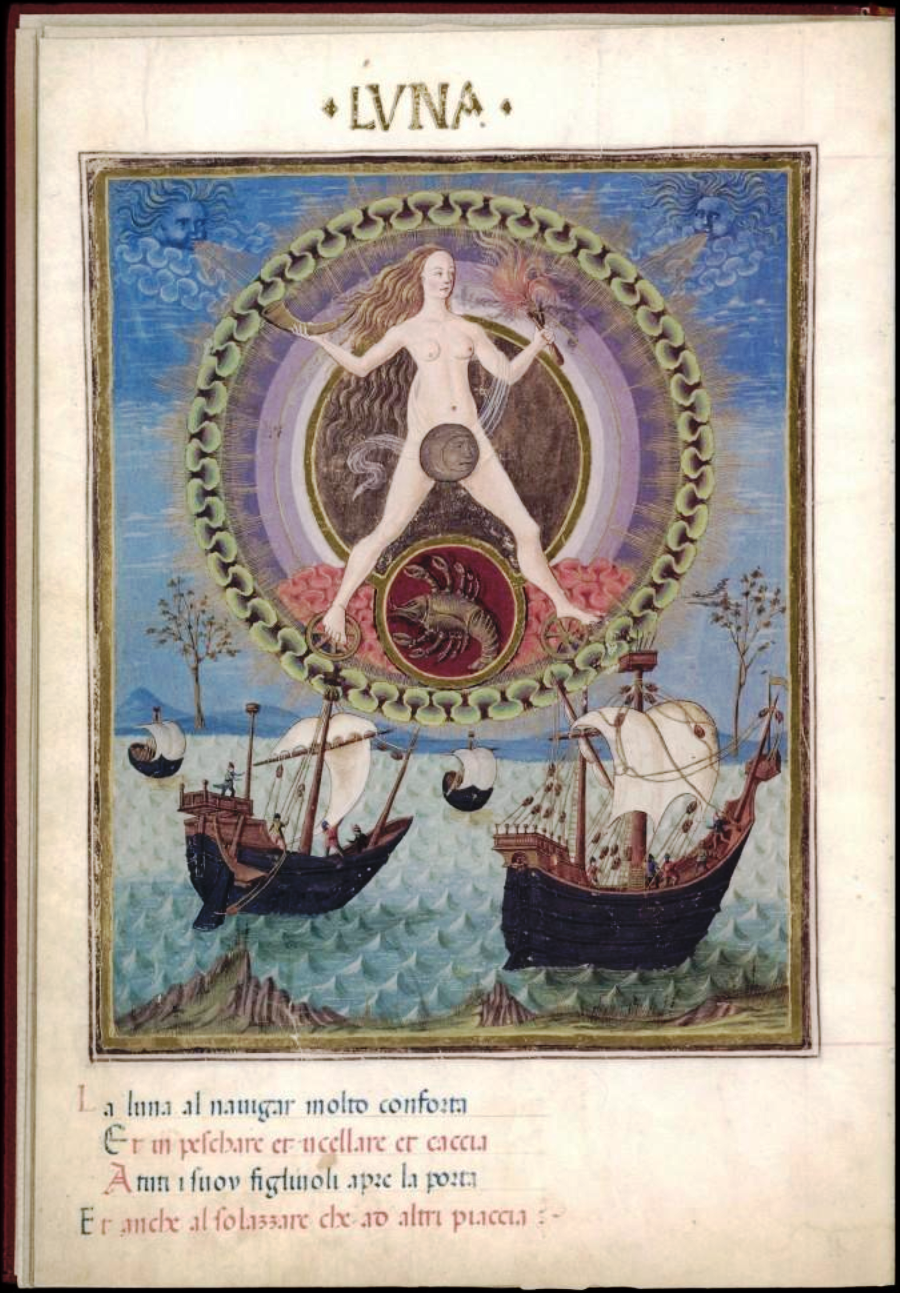
Personificazione della Luna (miniatura dal codice astrologico De Sphaera, Biblioteca Estense universitaria di Modena)

Ampio rilievo occupa la Luna nelle credenze popolari: per i pescatori bisogna pescare sempre nelle notti di Luna piena perché la Luna attira i pesci in superficie, mentre i contadini sostengono che il mosto vada messo nelle botti durante il novilunio, per farlo diventare vino. Negli orti, poi, la Luna occupa un ruolo importantissimo: bisogna sempre seminare in Luna calante. Ad esempio la lattuga non farebbe il maschio (il fiore). È tuttora diffusa anche la credenza dell'aumento delle nascite in fase di Luna crescente.
Anche gli antichi proverbi popolari si occupano estesamente dell'influenza della Luna su tutti gli aspetti della vita contadina, basti pensare al proverbio: «Luna di grappoli a gennaio luna di racimoli a febbraio»
Nella mitologia medioevale, la Luna piena occupa una posizione importante: si credeva che i lupi mannari si trasformassero alla luce della Luna, credenza con origini risalenti all'antichità classica; inoltre, sin dall'età romana, stregoni e streghe si riuniscono per i loro Esbat, rituale che, attraverso la Tarda antichità, il Medioevo, il Rinascimento, la Storia moderna e contemporanea si è tramandato fino ad oggi ed è tuttora praticato.
Altre credenze riguardano il sonnambulismo, che secondo le credenze popolari avviene in presenza di luna piena, così come si crede che la Luna possa attirare i terremoti.

### Letteratura e fantascienza

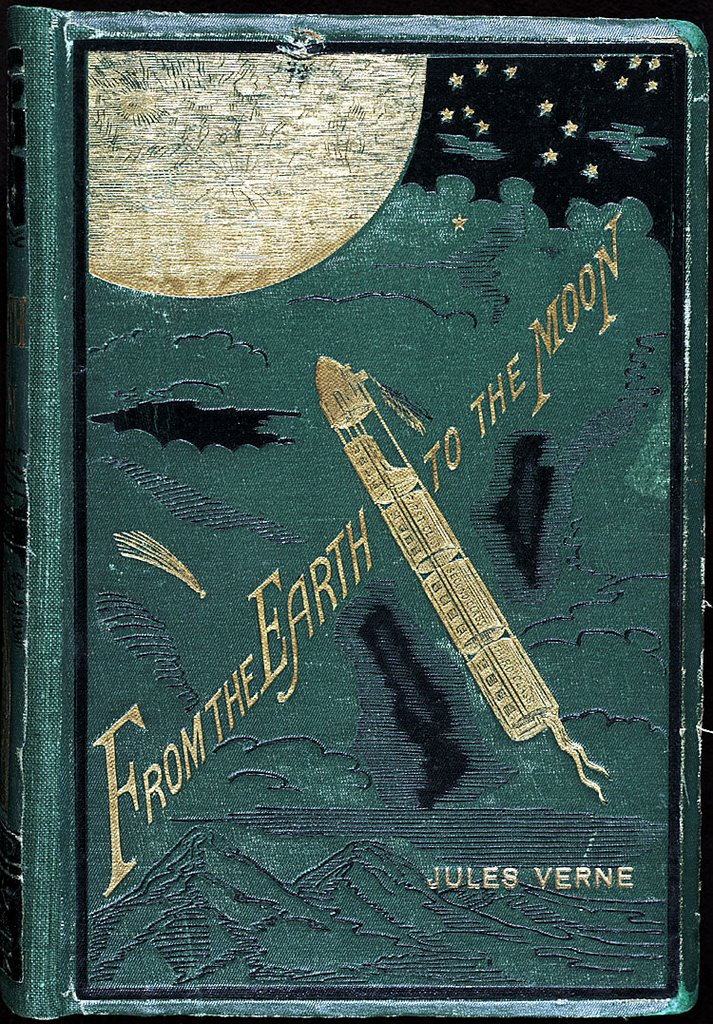
La copertina dell'edizione inglese di "Dalla Terra alla Luna", di Jules Verne

La Luna è stata per lungo tempo un popolare soggetto della fantascienza e delle storie fantastiche di viaggi immaginari, soprattutto fino al primo allunaggio di esseri umani nella missione Apollo 11 nel 1969.
Tra le primissime incursioni fantastiche nel mondo della Luna vi sono l'Icaromenippo e La storia vera, di Luciano di Samosata, scritte nel II secolo a.C.; Dante Alighieri, nei canti del Paradiso della Divina Commedia (primi del XIV secolo) descrive l'ascesa attraverso le sfere celesti della Luna, dei pianeti da Mercurio a Saturno, e di lì alla sfera delle stelle fisse fino al cielo empireo.
Nel poema cavalleresco Orlando furioso di Ludovico Ariosto (1516, 1532), il cavaliere Astolfo, in sella all'Ippogrifo, vola fin sulla Luna per recuperare il senno perduto da Orlando.
Il tema comunque non divenne popolare prima del Seicento, quando l'invenzione del telescopio favorì l'accettazione popolare del concetto di "un mondo nella Luna", cioè che la Luna era un corpo fisico abitabile, che avrebbe potuto essere raggiunto con un qualche tipo di trasporto aereo e spaziale. Il concetto dell'esistenza di un altro mondo, vicino al nostro e capace di guardare giù verso di noi da tale distanza, fornì ampio materiale per commenti satirici sulle abitudini dei terrestri; il tema si prestava anche a intenti di divulgazione scientifica. Tra le prime storie notevoli che trattano questo concetto vi sono il Somnium (Sogno) (1634) di Giovanni Keplero (scritto prima del 1610 ma pubblicato postumo), The Man in the Moone (1638) del vescovo anglicano Francis Godwin, The Discovery of a World in the Moone di John Wilkins (1638), L'altro mondo o Gli stati e gli imperi della luna (L'autre monde ou Les ètats et empires de la lune, pubblicato postumo nel 1657) di Cyrano de Bergerac.

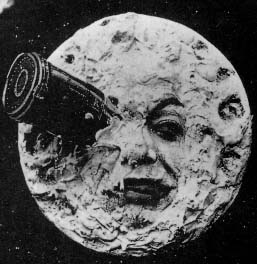
Un celebre fotogramma del film Viaggio nella Luna (Le voyage dans la Lune, 1902) di Georges Méliès

Il primo viaggio verso la Luna è stato un tema popolare della fantascienza: tra le opere che lo narrano vi sono "Relazione del primo viaggio alla Luna fatto da una donna nell'anno di grazia 2057" (Napoli, 1857) dell'astronomo Ernesto Capocci, Dalla Terra alla Luna (1865) e il seguito Intorno alla Luna (1870) di Jules Verne, На Луне ("Sulla Luna", 1893) di Konstantin Ėduardovič Ciolkovskij, I primi uomini sulla Luna (1901) di H. G. Wells, Il popolo della Luna (The Moon Maid, 1926) di Edgar Rice Burroughs.
Il tema del viaggio dalla Terra alla Luna attrasse da subito l'attenzione del mondo del cinema. Già nel 1902 Georges Méliès sceneggiò e diresse Viaggio nella Luna (Le voyage dans la Lune, 1902). A esso fece seguito, tra gli altri, Una donna nella Luna (Frau im Mond, 1929), per la regia di Fritz Lang. Robert A. Heinlein, che si è occupato in modo esteso di narrare i primi viaggi e la colonizzazione della Luna, riorganizzando i suoi racconti all'interno di una Storia futura coerente, contribuì alla sceneggiatura dei film Uomini sulla Luna (1950), alla cui realizzazione collaborò l'illustratore astronomico Chesley Bonestell, e Project Moonbase (1953). Insediamenti umani sulla Luna si ritrovano in molti altri racconti e romanzi, anche se non tutti sono incentrati sulla vicende della colonia stessa, che spesso svolge solo un ruolo di ambientazione. Arthur C. Clarke vi dedicò uno dei suoi primi racconti, La sentinella (1948), che costituì l'embrione del soggetto per 2001: Odissea nello spazio di Stanley Kubrick. Nell'ambito cinematografico si può citare anche Base Luna chiama Terra (First Men in the Moon, 1964), di Nathan Juran, parzialmente basato sul romanzo I primi uomini sulla Luna di H. G. Wells.
Anche in campo televisivo la Luna è stata lo scenario di diverse opere; Gerry Anderson nel 1969 ideò e produsse UFO, una serie televisiva nella quale la Luna è il sito delle prime difese terrestri che fronteggiano le attività ostili degli extraterrestri, grazie alla presenza di una base permanente di un'organizzazione militare internazionale segreta (la SHADO) dalla quale partono gli intercettori. Dello stesso Anderson è un'altra serie di grande successo, la co-produzione italo-britannica Spazio 1999 (1975-1977) nella quale la Luna, sfuggita all'attrazione terrestre a causa di una enorme esplosione nucleare, vagabonda nel cosmo con la base scientifica Alfa e i suoi occupanti.
La Luna viene menzionata più volte anche nella saga di Star Trek: nel film Primo contatto viene spiegato che nel XXIV secolo la Luna è abitata da 50 milioni di persone, e dalla Terra nelle nottate limpide sono visibili almeno due città e il lago Armstrong. In quella pellicola l'astronave Enterprise torna sulla Terra del passato per inseguire una sfera Borg, e il comandante Riker si meraviglierà nel vedere una Luna ancora "incontaminata" nell'anno 2063. Nella serie televisiva con lo stesso equipaggio del film (Star Trek: The Next Generation), il dottor Beverly Crusher, uno dei personaggi principali della serie, è nata a Copernicus City, città lunare.
Alla luna è dedicata l'iniziativa International Observe the Moon Night, una manifestazione divulgativa di approfondimento a cadenza annuale effettuata da tutti i centri astronomici mondiali. L'evento si svolge ogni anno tra settembre e ottobre, quando la Luna è intorno al primo quarto, un'ottima fase per l'osservazione serale.